# 2025년 미국
2025년 미국에서 일어난 사건들과 아직 발생하지 않았지만 예측되거나 예정된 사건 목록이다.
2024년 11월 도널드 트럼프의 대통령 선거 승리에 이어, 트럼프는 1월 20일 제47대 미국 대통령으로 취임하여 두 번째 비연속 임기를 시작했다. 그의 임기 초반에는 행정명령을 광범위하게 사용하고 정부효율부를 통해 일론 머스크에게 권한을 확대하여 연방 공무원 대량 해고와 USAID와 같은 기관을 폐지하려는 시도를 이끌었다. 이러한 정책들은 합법성에 이의를 제기하는 수십 건의 소송을 야기했다. 트럼프의 대통령 복귀는 또한 미국 이민세관단속국 (ICE) 및 추방을 통한 불법 이민 단속 강화, 다양성, 형평성, 포용성 이니셔티브를 추진하는 미국 기업의 전반적인 후퇴, 이란과의 전쟁과 가자 전쟁에서 이스라엘에 대한 지원 증가, 6월 이란에 대한 직접 공습 추가, 그리고 캐나다, 중화인민공화국, 멕시코를 포함한 대부분의 미국 무역 파트너에 대한 변동성이 있지만 그럼에도 높은 관세 인상을 가져왔다.
또한 1월에는 남부 캘리포니아, 특히 로스앤젤레스 대도시권에 광범위한 산불이 발생했고, 텍사스주 텍사스 힐 컨트리에는 7월에 파괴적인 홍수가 발생했다. 미국 뉴스 매체는 미국 국경 내의 항공 사고뿐만 아니라 미국 항공기 제조업체 보잉과 관련된 인도에서의 항공 사고에도 훨씬 더 많은 관심을 기울였다. 또한 3월에는 미국과 캐나다 전역에 블리자드가 발생했으며, 바이든 행정부와 트럼프의 HHS 장관인 로버트 F. 케네디 주니어 하에서 미국 기업, 정치, 문화는 미국을 다시 건강하게 만들자 운동의 일환으로 착색제에 대한 관심이 점점 커지고 있다.

## 현직

### 연방 정부
- 대통령:
  - 조 바이든 (민주당-델라웨어주) (1월 20일까지)
  - 도널드 트럼프 (공화당-플로리다주) (1월 20일부터)
- 부통령:
  - 카멀라 해리스 (민주당-캘리포니아주) (1월 20일까지)
  - JD 밴스 (공화당-오하이오주) (1월 20일부터)
- 연방 대법원장: 존 로버츠 (메릴랜드주)
- 하원 의장: 마이크 존슨 (루이지애나주)
- 상원 다수당 원내대표:
  - 척 슈머 (민주당-뉴욕주) (1월 3일까지)
  - 존 툰 (공화당-사우스다코타주) (1월 3일부터)
- 의회: 제118대 (1월 3일까지), 제119대 (1월 3일부터)

| 주지사 및 부주지사 |
| --- |
| - 앨라배마 주지사: 케이 아이비 (공화당) - 알래스카 주지사: 마이크 던리비 (공화당) - 애리조나 주지사: 케이티 홉스 (민주당) - 아칸소 주지사: 세라 허커비 샌더스 (공화당) - 캘리포니아 주지사: 개빈 뉴섬 (민주당) - 콜로라도 주지사: 재러드 폴리스 (민주당) - 코네티컷 주지사: 네드 라몬트 (민주당) - 델라웨어 주지사: - 존 카니 (민주당) (1월 7일까지) - 베서니 홀롱 (민주당) (1월 7일~21일) - 맷 마이어 (민주당) (1월 21일부터) - 플로리다 주지사: 론 디샌티스 (공화당) - 조지아 주지사: 브라이언 켐프 (공화당) - 하와이 주지사: 조시 그린 (민주당) - 아이다호 주지사: 브래드 리틀 (공화당) - 일리노이 주지사: J. B. 프리츠커 (민주당) - 인디애나 주지사: 에릭 홀컴 (공화당) (1월 13일까지), 마이크 브런 (공화당) (1월 13일부터) - 아이오와 주지사: 킴 레이놀즈 (공화당) - 캔자스 주지사: 로라 켈리 (민주당) - 켄터키 주지사: 앤디 베셔 (민주당) - 루이지애나 주지사: 제프 랜드리 (공화당) - 메인 주지사: 재닛 밀스 (민주당) - 메릴랜드 주지사: 웨스 무어 (민주당) - 매사추세츠 주지사: 마우라 힐리 (민주당) - 미시간 주지사: 그레천 휘트머 (민주당) - 미네소타 주지사: 팀 월즈 (민주당) - 미시시피 주지사: 테이트 리브스 (공화당) - 미주리 주지사: 마이크 파슨 (공화당) (1월 13일까지), 마이크 키호 (공화당) (1월 13일부터) - 몬태나 주지사: 그레그 지언포테이 (공화당) - 네브래스카 주지사: 짐 필런 (공화당) - 네바다 주지사: 조 롬바르도 (공화당) - 뉴햄프셔 주지사: 크리스 스누누 (공화당) (1월 9일까지), 켈리 에이욧 (공화당) (1월 9일부터) - 뉴저지 주지사: 필 머피 (민주당) - 뉴멕시코 주지사: 미셸 루한 그리셤 (민주당) - 뉴욕 주지사: 캐시 호컬 (민주당) - 노스캐롤라이나 주지사: 로이 쿠퍼 (민주당) (1월 1일까지), 조시 스타인 (민주당) (1월 1일부터) - 노스다코타 주지사: 켈리 암스트롱 (공화당) - 오하이오 주지사: 마이크 더와인 (공화당) - 오클라호마 주지사: 케빈 스팃 (공화당) - 오리건 주지사: 티나 코텍 (민주당) - 펜실베이니아 주지사: 조시 샤피로 (민주당) - 로드아일랜드 주지사: 댄 맥키 (민주당) - 사우스캐롤라이나 주지사: 헨리 맥매스터 (공화당) - 사우스다코타 주지사: 크리스티 놈 (공화당) (1월 25일까지), 래리 로든 (공화당) (1월 25일부터) - 테네시 주지사: 빌 리 (공화당) - 텍사스 주지사: 그레그 애벗 (공화당) - 유타 주지사: 스펜서 콕스 (공화당) - 버몬트 주지사: 필 스콧 (공화당) - 버지니아 주지사: 글렌 영킨 (공화당) - 워싱턴 주지사: 제이 인즐리 (민주당) (1월 15일까지), 밥 퍼거슨 (민주당) (1월 15일부터) - 웨스트버지니아 주지사: 짐 저스티스 (공화당) (1월 13일까지), 패트릭 모리시 (공화당) (1월 13일부터) - 위스콘신 주지사: 토니 에버스 (민주당) - 와이오밍 주지사: 마크 고든 (공화당) - 앨라배마 부주지사: 윌 에인스워스 (공화당) - 알래스카 부주지사: 낸시 달스트롬 (공화당) - 아칸소 부주지사: 레슬리 루트리지 (공화당) - 캘리포니아 부주지사: 엘레니 쿠날라키스 (민주당) - 콜로라도 부주지사: 다이앤 프리마베라 (민주당) - 코네티컷 부주지사: 수잔 바이셰비치 (민주당) - 델라웨어 부주지사: - 베서니 홀롱 (민주당) (1월 7일까지) - 공석 (1월 7일~21일) - 카일 에반스 게이 (민주당) (1월 21일부터) - 플로리다 부주지사: - 자네트 누녜스 (공화당) (2월 16일까지) - 공석 (2월 16일부터) - 조지아 부주지사: 버트 존스 (공화당) - 하와이 부주지사: 실비아 루크 (민주당) - 아이다호 부주지사: 스콧 베드케 (공화당) - 일리노이 부주지사: 줄리아나 스트래턴 (민주당) - 인디애나 부주지사: 수잔 크라우치 (공화당) (1월 13일까지), 마이카 벡위스 (공화당) (1월 13일부터) - 아이오와 부주지사: 크리스 쿠르누아예 (공화당) - 캔자스 부주지사: 데이비드 톨랜드 (민주당) - 켄터키 부주지사: 재클린 콜먼 (민주당) - 루이지애나 부주지사: 빌리 넝세서 (공화당) - 메릴랜드 부주지사: 아루나 밀러 (민주당) - 매사추세츠 부주지사: 킴 드리스콜 (민주당) - 미시간 부주지사: 갈린 길크리스트 (민주당) - 미네소타 부주지사: 페기 플래너건 (민주당) - 미시시피 부주지사: 델버트 호스만 (공화당) - 미주리 부주지사: 마이크 키호 (공화당) (1월 13일까지), 데이비드 워싱거 (공화당) (1월 13일부터) - 몬태나 부주지사: 크리스틴 주라스 (공화당) - 네브래스카 부주지사: 조 켈리 (공화당) - 네바다 부주지사: 스타브로스 앤서니 (민주당) - 뉴저지 부주지사: 타헤샤 웨이 (민주당) - 뉴멕시코 부주지사: 하위 모랄레스 (민주당) - 뉴욕 부주지사: 안토니오 델가도 (민주당) - 노스캐롤라이나 부주지사: 마크 로빈슨 (공화당) (1월 1일까지), 레이첼 헌트 (민주당) (1월 1일부터) - 노스다코타 부주지사: 미셸 스트린덴 (공화당) - 오하이오 부주지사: - 존 허스테드 (공화당) (1월 21일까지) - 공석 (1월 21일~2월 14일) - 짐 트레셀 (공화당) (2월 14일부터) - 오클라호마 부주지사: 맷 피넬 (공화당) - 펜실베이니아 부주지사: 오스틴 데이비스 (민주당) - 로드아일랜드 부주지사: 사비나 마토스 (민주당) - 사우스캐롤라이나 부주지사: 파멜라 에베트 (공화당) - 사우스다코타 부주지사: - 래리 로든 (공화당) (1월 25일까지) - 공석 (1월 25일~30일) - 토니 벤후이젠 (공화당) (1월 30일부터) - 테네시 부주지사: 랜디 맥널리 (공화당) - 텍사스 부주지사: 댄 패트릭 (공화당) - 유타 부주지사: 데이디라 헨더슨 (공화당) - 버몬트 부주지사: 데이비드 주커먼 (진보당) (1월 9일까지), 존 S. 로저스 (공화당) (1월 9일부터) - 버지니아 부주지사: 윈섬 시어스 (공화당) - 워싱턴 부주지사: 데니 헥 (민주당) - 웨스트버지니아 부주지사: 크레이그 블레어 (공화당) (1월 8일까지), 랜디 스미스 (공화당) (1월 8일부터) - 위스콘신 부주지사: 사라 로드리게스 (민주당) |

## 선거
선거는 올해 11월 4일에 열린다. 오프이어 선거에는 몇몇 주에서의 주지사 및 주의회 선거뿐만 아니라 수많은 시장 선거와 다양한 기타 지역 사무실 선거가 포함된다.

### 비정기 선거
- 4월 1일: 2025년 위스콘신 대법원 선거가 열리며, 진보 성향의 수잔 M. 크로퍼드가 무당파 선거에서 보수 성향의 브래드 시멜을 꺾는다.[4][5]

## 사건

### 1월
- 1월 1일
  - 2025년 뉴올리언스 트럭 공격: 루이지애나주 뉴올리언스의 버번 스트리트를 따라 발생한 차량 돌진 공격으로 가해자를 제외한 14명이 사망하고 57명이 부상한다. 용의자는 공격 중 사망한다.[6]
  - 2025년 라스베이거스 사이버트럭 폭발: 트럼프 인터내셔널 호텔 라스베이거스 밖에서 테슬라 사이버트럭이 불붙고 폭발하여 1명이 사망하고 7명이 부상한다.[7]
  - 온두라스의 시오마라 카스트로 대통령은 도널드 트럼프 대통령 당선인이 1월 20일 취임할 때 온두라스인에 대한 대량 추방 명령 위협을 이행한다면 온두라스에서 모든 미군 기지를 철수하고 미국과의 군사 협력을 취소할 수 있다고 경고한다.[8]
  - 퍼블릭 도메인의 날: 1929년에 출판된 작품들이 미국 내 퍼블릭 도메인으로 진입하며, 여기에는 뽀빠이와 땡땡 등이 포함된다.[9]
- 1월 2일
  - 미국 제6순회 항소법원은 오하이오 텔레콤 협회 대 FCC 사건에서 연방 통신 위원회가 망 중립성을 시행할 수 없다고 판결한다.[10]
  - 시리아인권관측소에 따르면, 미군은 시리아 북동부에 새로운 미군 기지를 건설하는 작전의 일환으로 알레포주 코바니의 시리아 민주군이 통제하는 지역에 새로운 병력을 배치한다. 이는 하루 뒤 국방부에 의해 부인된다.[11]
- 1월 3일
  - 제119대 미국 의회가 시작된다. 카멀라 해리스 부통령은 상원의원 취임 선서를 주관하고, 하원의원들은 투표를 통해 마이크 존슨을 하원 의장으로 재선한다.[12]
  - 조 바이든 대통령은 일본제철의 US 스틸 인수 제안을 막는다.[13]
  - 공중 위생국장 비벡 머시는 술에 암 경고를 부착할 것을 요구한다.[14]
  - 스페이스X는 플로리다주 케이프커내버럴 우주군 기지에서 팰컨 9 로켓을 이용해 아랍에미리트 우주국의 통신 위성 투라야 4-NGS를 성공적으로 발사한다.[15]
- 1월 5일
  - 뉴욕시는 60번가 아래의 로어 맨해튼과 미드타운맨해튼으로 진입하는 차량에 대해 혼잡통행료를 부과하며, 이는 미국에서 처음으로 시행되는 혼잡통행료이다. 모든 수익은 도시 전역의 장기 교통 이니셔티브에 투자할 계획인 메트로폴리탄 트랜스포테이션 오소리티로 귀속된다.[16]
  - 미국 국립기상청은 미국 중부에 겨울 폭풍이 발생하여 동쪽으로 이동하면서 폭설과 영하의 기온을 동반하여 심각한 기상 혼란이 발생할 수 있다고 경고한다.[17]
  - 미국 국무부는 이스라엘에 헬파이어 미사일, 포탄 및 기타 탄약을 포함한 80억 달러 규모의 무기 판매 계획을 의회에 통보한다.[18]
- 1월 6일
  - 혹독한 날씨와 눈보라로 인해 물 처리 시설이 고장나 침수되면서 버지니아주 리치먼드 시 전체가 수돗물 공급이 완전히 중단된다. 그 결과 주변 여러 카운티도 비슷한 문제를 겪는다.[19]
  - 바이든은 미국 해안선 대부분 지역에 새로운 석유 및 가스 시추를 금지한다.[20]
  - 의회는 2024년 대통령 선거의 최종 절차인 선거인단 투표 집계를 위해 합동 회의를 소집한다.[21]

- 1월 7일

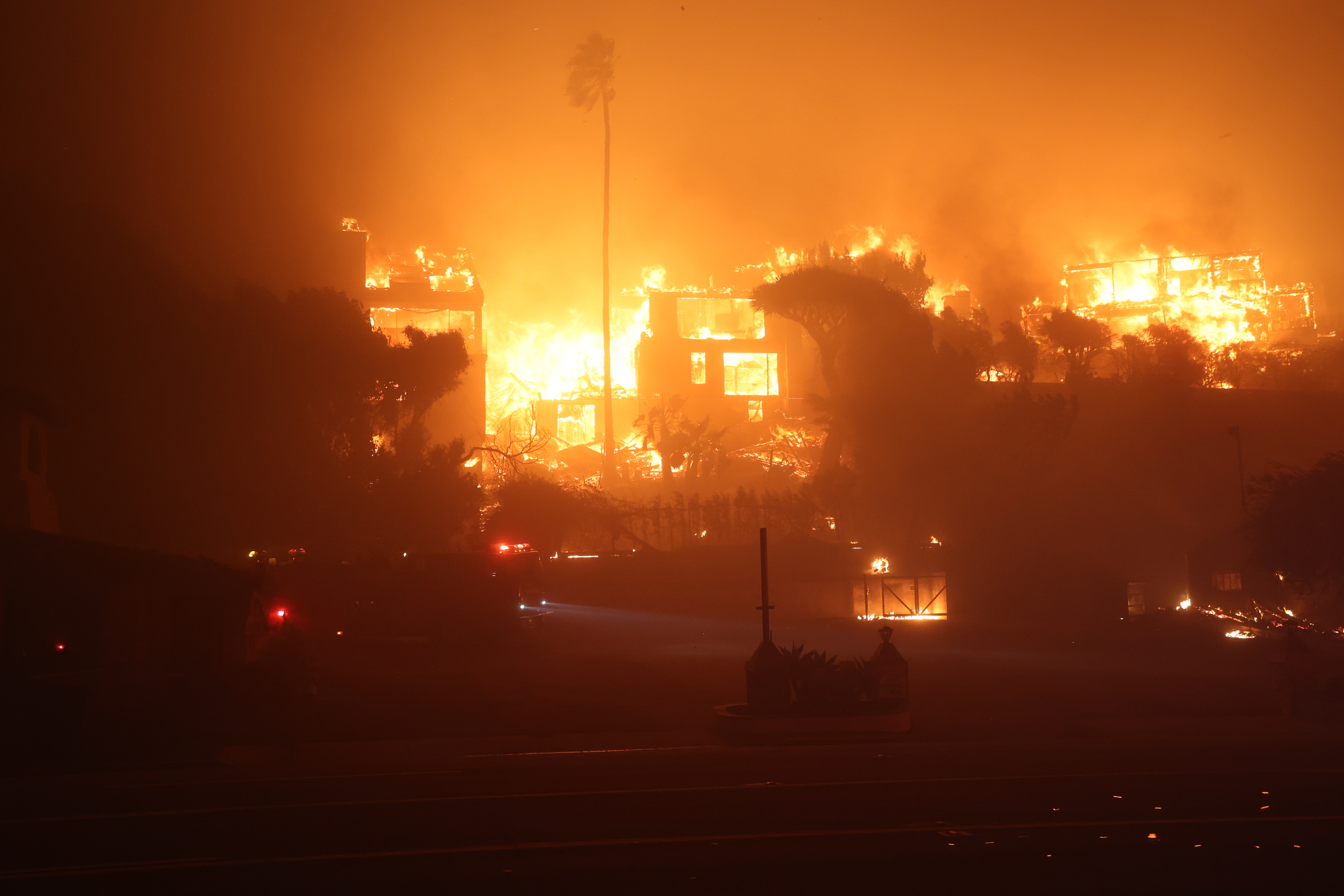
2025년 1월 캘리포니아주 남부 산불의 일부인 팔리사데스 화재

  - 로스앤젤레스는 강풍과 장기간의 가뭄으로 인해 역사상 가장 파괴적인 산불을 겪는다. 선셋 대로의 대부분을 포함하여 수천 채의 건물이 파괴된다. 5명이 사망하고 18만 명이 대피하며, 화재는 며칠 동안 계속된다.[22][23][24]
  - 후세인 사지와니는 향후 몇 년간 미국 데이터센터 산업에 200억 달러를 투자할 것이라고 발표한다.[25]
  - 마크 저커버그는 메타가 페이스북, 인스타그램, 스레드의 팩트체커를 제거하고 커뮤니티 노트와 유사한 커뮤니티 지향 시스템으로 대체할 것이라고 발표한다.[26]
  - 트럼프의 아들 트럼프 주니어는 트럼프가 "그린란드의 소유와 통제가 절대적으로 필요하다"고 발표한 지 몇 주 만에 그린란드를 개인적으로 방문한다. 이 방문에 대해 덴마크 총리는 "그린란드는 그린란드인의 것"이라고 말한다.[27]
  - 미국 재무부는 헝가리 내각 장관 안탈 로간을 부패 혐의로 제재하고, 그가 자신의 지위를 이용해 자신과 정치적 동맹을 위한 재정적 이득을 확보했다고 비난한다.[28]
  - 미국은 신속지원군이 진행 중인 내전 동안 수단에서 집단살해를 저질렀다고 비난하고, 이 단체의 지도자 헤메드티에게 제재를 가한다.[29]
- 1월 8일 – 캘리포니아 산불이 더 많은 지역으로 확산된다.[30][31]
- 1월 9일
  - 지미 카터의 국장이 워싱턴 D.C.에서 거행된다.[32]
  - 하원은 243대 140으로 국제형사재판소가 베냐민 네타냐후와 전 이스라엘 국방부 장관에 대해 체포 영장을 발부한 것에 대해 제재를 가하는 법안을 통과시킨다.[33][34][35]
  - 존 툰 상원 다수당 원내대표는 도널드 트럼프 대통령 당선인이 취임 직후 법안에 서명할 수 있도록 불법 법원 대응법안의 신속한 심의를 약속한다. 이 법안에 따르면 미국 시민 또는 이스라엘을 포함한 동맹국 시민을 수사, 체포, 구금 또는 기소하는 모든 외국인은 가족과 함께 제재를 받게 된다.[33][36]
- 1월 10일
  - JD 밴스 부통령 당선인은 상원 의원직을 사임한다.[37]
  - 트럼프는 뉴욕 성매매 입막음 사건에서 34건의 사업 기록 위조 혐의에 대해 "무조건적 면책"을 선고받는다.[38]
  - 미국 정부는 가즈프롬 네프트와 수르구트네프테가스 석유 회사를 포함한 러시아의 에너지 산업을 대상으로 하는 새로운 제재를 부과한다.[39]
  - 미국 당국은 베네수엘라 대통령 니콜라스 마두로의 체포로 이어지는 정보에 대해 보상금을 2,500만 달러로 인상한다고 발표한다.[40]
  - 미국 증권거래위원회는 전 WWE CEO 빈스 맥맨이 회계 부정 혐의를 취하하기 위한 합의의 일환으로 40만 달러의 벌금을 지불하고 WWE에 130만 달러를 변상하기로 합의했다고 발표한다.[41]
  - 2025년 캘리포니아 산불:
    - 로스앤젤레스 당국은 지속적인 산불로 인한 대기 질 악화로 인해 지역 보건 비상사태를 선포한다.[42][43]
    - 팔리사데스 화재의 대피 구역이 확장된다.[44]
    - 뉴섬 주지사는 소방관들이 산불 진압 중 물 공급 문제로 어려움을 겪은 방식에 대해 독립적인 조사를 요구한다.[45]
- 1월 11일 – 스티브 위트코프 차기 미국 중동 특사는 트럼프의 취임 전 가자 지구에서 휴전 협정을 확보하기 위해 이스라엘 총리를 만난다.[46]
- 1월 12일
  - 아랍권 국가들, 유럽 연합, 미국, 영국, 튀르키예의 외무장관 및 고위 관리들이 리야드에서 시리아에 초점을 맞춘 일련의 외교 회의를 개최한다.[47]
  - 이스라엘 총리와 퇴임하는 미국 대통령은 인질 및 휴전 협상을 논의한다.[48]
- 1월 13일 – 아큐웨더는 진행 중인 남부 캘리포니아 산불로 인한 총 물리적 및 경제적 손실액이 $2,500억~2,750억 달러에 이를 것으로 예비 추정치를 발표한다. 이 수치는 산타모니카 인근의 예외적으로 높은 부동산 가치에 기인하며, 2020년 미국 서부 산불 시즌 전체와 2024년 허리케인 헬린의 피해액 추정치를 넘어선다.[49]
- 1월 14일
  - 하마스 관계자들은 휴전 초안 합의와 인질 석방에 동의했다고 말한다. 미국과 카타르의 중재자들도 양측이 현재까지 휴전 협정에 가장 근접했다고 밝힌다.[50]
  - 조 바이든 대통령은 포로 석방 협정의 일환으로 미국이 테러지원국 명단에서 쿠바를 제외할 것이라고 발표한다.[51]
  - 아르메니아 외무장관 아라라트 미르조얀과 국무장관 앤터니 블링컨이 워싱턴 D.C.에서 아르메니아와 미국 간의 전략적 동반자 협정을 체결한다.[52]
- 1월 15일
  - 이스라엘과 하마스는 이집트, 카타르, 미국의 중재로 휴전 및 가자 지구에서의 군사 작전 중단, 인질 및 수감자 교환을 용이하게 하는 외교적 합의에 도달하며, 이는 2023년 11월 이후 첫 번째 주요 적대 행위 중단을 의미한다.[53]
  - 미국 식품의약국 (FDA)은 착색제 적색 3호의 사용을 금지하는데, 이는 착색제가 발암성이 있다는 연구 결과에 따른 것이다.[54]
  - 예멘의 후티 단체는 홍해에서 USS 해리 S. 트루먼 항공모함과 미국 해군 소속 군함들을 대상으로 미사일 공격을 감행했다고 주장한다.[55]
  - 스페이스X의 팰컨 9 로켓이 플로리다주 케네디 우주 센터에서 발사되어 미국 파이어플라이 에어로스페이스의 블루 고스트 M1 달 착륙선과 일본 아이스페이스의 하쿠토-R 미션 2 달 착륙선을 싣는다.[56]
- 1월 16일
  - 재무부는 수단군 총사령관 압델 파타 알부르한을 "수단 불안정화 및 민주적 전환 목표 훼손" 혐의로 제재한다.[57]
  - 블루 오리진은 플로리다주 케이프커내버럴 우주군 기지에서 뉴 글렌 로켓을 처음으로 발사한다. 2단계는 블루링 우주선 시제품을 싣고 성공적으로 지구 정지 궤도에 도달하지만, 재사용 가능 1단계는 착륙 중 손실된다.[58]
  - 스페이스X는 텍사스주 스타베이스 발사장에서 개선된 2단계를 탑재한 스타십의 7번째 시험 비행을 시작한다. 회사는 1단계를 포획하지만, 2단계는 엔진 정지 직전에 파괴된다.[59]
  - 2025년 캘리포니아 산불: 발생 이후 14,000 에이커 이상을 태우고 17명의 사망자를 낸 이튼 화재가 65% 진압되었다고 보고된다.[60]
- 1월 17일
  - 대법원은 틱톡 대 갈랜드 사건에서 바이트댄스가 틱톡을 매각하지 않는 한 소셜 미디어 플랫폼 틱톡을 금지하는 규정을 유지한다.[61][62]
  - 트럼프는 다가오는 두 번째 취임식을 추운 날씨로 인해 미국 국회의사당 원형 홀에서 실내에서 개최할 것이라고 발표하며, 이는 1985년 제40대 미국 대통령 로널드 레이건의 두 번째 '공개' 취임식 이후 처음으로 실내에서 개최되는 취임식이 된다.[63]
  - 재무부는 미국 통신 회사를 해킹한 혐의로 중국 국가안전부와 연관된 사이버 보안 회사 및 해커에게 제재를 가한다.[64]
- 1월 18일
  - 트럼프의 두 번째 임기를 앞두고 여성 행진은 워싱턴 D.C. 콜럼버스 서클에서 시위를 개최한다. 워싱턴 시민 행진도 같은 날 열린다.[65][66]
  - 옛 식스 플래그스 뉴올리언스 놀이공원의 메가 제프 롤러코스터에 불이 붙는다.[67]
  - 미식축구에서 워싱턴 커맨더스는 디트로이트 라이언스를 45대 31로 꺾고 NFC 챔피언십 게임에 진출한다. 이는 1991년 시즌 이후 처음으로, 당시에는 레드스킨스라고 불렸다.[68]
  - 틱톡은 플랫폼 금지 새 법안 발효 몇 시간 전에 미국에서 자발적으로 오프라인 상태가 된다.[69]
- 1월 19일 – 바이트댄스는 바이든 행정부가 금지를 시행할지 여부에 대한 불확실성으로 인해 미국에서 틱톡, 캡컷, 레몬8, 마블 스냅 서비스를 일시적으로 자발적으로 중단한다. 바이든은 금지를 시행하지 않고 트럼프에게 시행을 맡겼는데, 트럼프도 시행하지 않겠다고 약속하여 바이트댄스가 미국 서비스를 복원하게 된다.

- 1월 20일

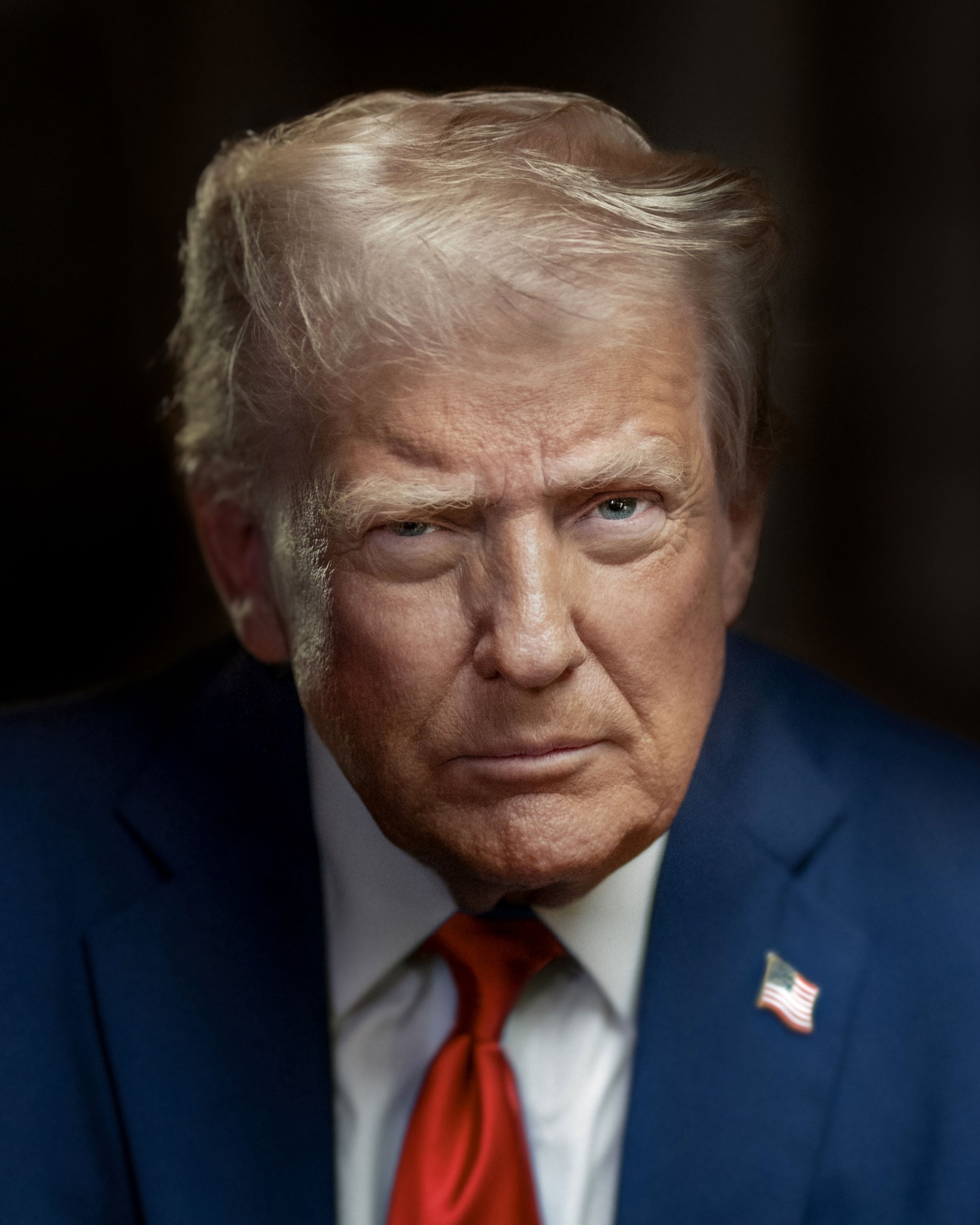
1월 20일: 도널드 트럼프가 제47대 미국 대통령이 된다.

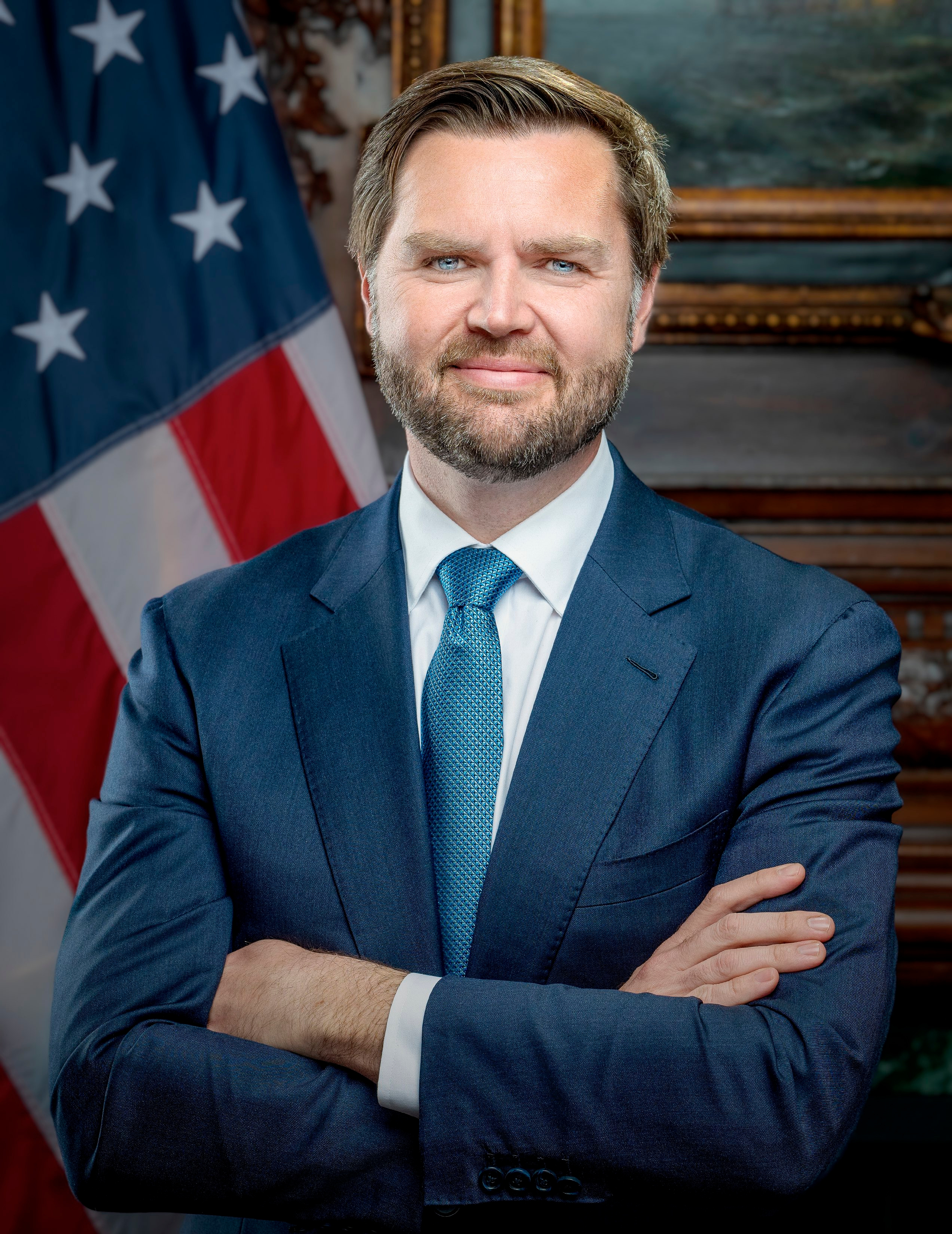
1월 20일: JD 밴스가 제50대 미국 부통령이 된다.

  - 도널드 트럼프는 워싱턴 D.C.에서 취임하여 미국의 제47대 대통령으로 두 번째 비연속 임기를 시작하며, JD 밴스가 제50대 미국 부통령으로 취임한다.[70][71][72]
  - 트럼프는 1월 6일 미국 국회의사당 습격과 관련하여 기소된 사람들에게 약 1,500건의 사면과 6건의 감형을 단행한다.[73]
  - 내셔널 액션 네트워크 설립자이자 시민권 운동가인 앨 샤프턴은 취임식 당일 마틴 루터 킹 주니어 탄생일을 맞아 마틴 루터 킹 주니어의 유산을 기리고 트럼프의 2기 행정부에 반대하는 집회를 개최한다.[74][75]
  - 트럼프는 멕시코만의 최북단 부분을 "아메리카만"으로, 디날리산을 1917년~2015년 연방 지정 명칭인 매킨리산으로 부르도록 연방 기관에 지시하는 행정명령에 서명한다.[76]
  - 미국 상원은 마코 루비오를 국무장관으로 만장일치로 인준하며, 그는 트럼프 2기 임기에서 상원 인준을 받은 첫 내각 인사가 된다. 루비오는 또한 국무장관을 역임한 최초의 라틴 아메리카계 미국인이 된다.[77]
  - 트럼프는 일론 머스크가 이끄는 정부효율부 (DOGE)를 공식적으로 창설하여 미국 정부 지출을 줄이는 것을 목표로 한다. 발표 몇 분 만에 정부 직원 노동조합, 감시 단체 및 공익 단체는 이 행정 명령에 대해 소송을 제기한다.[78]
  - 트럼프는 미국에서 틱톡을 금지하는 법안의 시행을 75일 동안 연기하는 행정명령에 서명한다.[79]
  - 트럼프는 파리 협정에서 미국의 탈퇴를 지시하는 미국 우선주의 국제 환경 협정 법안 행정 명령에 서명한다.[80]
  - 트럼프는 세계보건기구에서 미국의 탈퇴를 지시하는 행정 명령에 서명한다.[81]
  - 트럼프는 성별 및 이민에 관한 첫 행정 명령에 서명하고, CBP 원 앱 사용을 종료하는 명령에도 서명한다.[82]
  - 트럼프는 바이든의 테러지원국 명단에서 쿠바 제외를 철회한다.[83]
  - 오하이오 주립대는 노터데임을 34대 23으로 꺾고 NCAA CFP 전국 챔피언십에서 우승한다.[84]
- 1월 21일
  - 허리케인급 강풍으로 번진 여러 산불이 캘리포니아주 샌디에고군에서 발생하여 대피 명령이 내려진다.[85]
  - 캐나다와 미국 본토 대부분이 한파의 영향을 받으며, 위스콘신주 밀워키 근처에서 한 명이 사망한다. 미국 남부에는 기록적인 폭설이 예상되며, 걸프 연안에는 기록적인 블리자드와 화이트아웃 현상이 예상된다.[86]
  - 아프가니스탄에 억류돼 있던 미국인 2명이 미국에 있는 탈레반 전사와의 교환으로 풀려난다. 이번 거래는 카타르가 중재했으며, 퇴임하는 조 바이든 행정부의 마지막 몇 시간 동안 마무리된다.[87]
  - 오라클, MGX, 소프트뱅크 그룹, 오픈AI 및 기타 파트너들이 미국에 인공지능 인프라 개발에 중점을 둔 합작 투자 회사인 스타게이트 프로젝트의 출범을 발표한다. 이 이니셔티브에는 5,000억 달러의 투자가 예상되며 2029년까지 미국에서 10만 개의 새로운 일자리를 창출하는 것을 목표로 한다.[88]
  - 트럼프는 실크 로드의 창시자인 로스 울브리히트를 사면한다. 울브리히트는 돈세탁, 해킹, 마약 밀매 등의 혐의로 종신형을 선고받았다.[89]
- 1월 22일
  - 미국 걸프 연안에 역사적인 겨울 폭풍으로 인한 사망자 수가 9명으로 증가한다. 루이지애나주 루이 암스트롱 뉴올리언스 국제공항에 8 in (20 cm)의 눈이 내리고, 플로리다주 몰리노에 5.5 in (14 cm) 이상의 눈이 내려 플로리다주 전체의 강설 기록이 깨진다.[86]
  - 하원은 레이큰 라일리법을 통과시키며, 트럼프는 1월 29일에 서명한다.[90][91]
  - 트럼프는 예멘의 후티 운동을 다시 외국 테러 조직으로 지정한다.[92]
  - 테네시주 내슈빌의 안티오크 고등학교에서 발생한 학교 총격 사건으로 학생 2명이 사망하고 2명이 부상한다.[93]
  - 트럼프 행정부는 국립보건원 (NIH)에서 회의(예: 보조금 검토 패널), 여행, 통신, 채용을 즉시 중단하여 474억 달러 규모의 활동에 영향을 미친다.[94]
- 1월 23일
  - 트럼프는 존 F. 케네디, 로버트 F. 케네디, 마틴 루터 킹 주니어 암살과 관련된 기밀 문서를 공개하도록 하는 행정명령에 서명한다.[95]
  - 미국 워싱턴 서부 지방법원의 연방 판사 존 C. 쿠거노어는 출생 시민권을 폐지하려는 트럼프의 행정명령을 일시적으로 저지하며, 이를 "노골적으로 위헌"이라고 부른다.[96][97]
  - 미국 국무부는 트럼프 행정부가 조 바이든 행정부 시절 해외 대사관에서 성소수자 무지개기와 Black Lives Matter 깃발이 게양된 여러 사례를 목표로 삼는 정책의 일환으로, 영사관이 미국 국기 외의 다른 깃발을 게양하는 것을 금지한다.[98]
- 1월 24일
  - 멕시코는 미국이 이민자를 추방하는 미군 항공기가 멕시코에 착륙하는 것을 허용해달라는 미국의 요청을 거부한다.[99]
  - 미국 국무부는 이스라엘과 이집트에 대한 군사 원조 및 긴급 식량 프로그램을 제외한 거의 모든 해외 원조 프로그램을 중단한다.[100]
  - JD 밴스 부통령이 동점표를 던져 51대 50으로 피트 헤그세스가 미국 법무부 장관으로 인준되며, 그는 2017년 마이크 펜스가 당시 교육부 장관 베치 디보스를 인준하기 위해 동점표를 던진 이후 처음으로 내각 인사에 대한 동점표를 던진 부통령이 된다.[101]
  - 스피릿 항공은 "음란한" 의류를 입거나 "불쾌한" 문신을 한 승객을 금지한다고 발표한다.[102]
- 1월 26일
  - 콜롬비아 대통령 구스타보 페트로는 트럼프의 이민 단속의 일환으로 추방된 콜롬비아인을 태운 미군 항공기 두 대가 자국에 착륙하는 것을 막는다.[103] 이에 대응하여 트럼프는 콜롬비아에서 미국으로 거래되는 모든 상품에 25%의 관세를 부과하며, 이는 일주일 안에 50%로 인상될 예정이다. 콜롬비아는 하루 뒤 추방 항공편을 수락한다.[104]
  - 루비오는 미국 시민 아나스타샤 누퍼가 벨라루스 교도소에서 풀려났다고 발표한다.[105]
  - 여자 축구에서 첼시 FC 위민은 나오미 기르마를 샌디에고 웨이브에서 110만 미국 달러의 세계 기록 이적료로 영입하며, 그녀는 가장 비싼 여성 선수이자 여자 축구 역사상 첫 백만 달러 이적료 선수가 된다.[106]
  - 2024-25 NFL 플레이오프: 미식축구에서 필라델피아 이글스와 캔자스시티 치프스는 각 컨퍼런스 챔피언십 게임에서 승리하여 슈퍼볼 LVII의 슈퍼볼 리매치를 펼친다.[107]
- 1월 27일
  - 나스닥은 오픈AI의 챗GPT에 대한 중국 경쟁사인 딥시크의 등장으로 급격히 하락한다. 칩 대기업 엔비디아는 6천억 달러의 가치를 잃으며, 이는 미국 주식 시장 역사상 단일 기업으로서 가장 큰 하락폭이다.[108]
  - 미국 연방 정부 보조금 중단: 미국 관리예산실 대행 국장 매튜 바에트는 연방 정부 기관에 메디케어와 사회보장을 제외한 모든 연방 재정 지원 프로그램을 일시적으로 중단하도록 명령하는데, 이는 트럼프의 특정 행정명령에 의해 영향을 받을 수 있는 프로그램들이다.[109]
  - 트럼프는 군대 내 트랜스젠더 병사들을 겨냥한 "군대 내 성별 급진주의"를 제거하는 행정명령과 미국판 아이언 돔 개발 절차를 의무화하는 또 다른 행정명령에 서명한다.[110]
  - 아이다호 하원은 2015년 동성 결혼 판결을 재고해 달라는 대법원 결의안에 투표한다.[111][112][113]
- 1월 28일
  - 알래스카주 아일슨 공군기지에서 F-35 전투기가 추락 폭발한다.[114]
  - 미국 컬럼비아 지방법원의 미국 연방 판사 로렌 알리칸은 미국의 연방 지원에 대한 자금 지원을 중단하려는 트럼프의 행정명령을 일시적으로 저지한다.[115]
  - 사우스다코타주 상원은 모든 공립학교에 십계명을 모든 교실에 게시하도록 요구하는 법안을 아슬아슬하게 통과시킨다. 이 법안은 2024년 루이지애나에서 통과된 법안과 유사하다.[116]
  - 붐 테크놀로지의 XB-1 삼중 제트 초음속 시연기는 모하비 공항 및 우주항에서 음속을 돌파한 최초의 민간 자금 지원 제트 추진 항공기가 된다.[117]
- 1월 29일
  - 2025년 포토맥강 공중 충돌 사고: PSA 항공의 봄바디어 CRJ-700 항공기인 아메리칸 이글 5342편이 워싱턴 D.C.의 포토맥강 상공에서 로널드 레이건 워싱턴 내셔널 공항 접근 중 미 육군 UH-60 블랙 호크 헬리콥터와 충돌하여 두 항공기 탑승자 전원이 사망하고 공항의 항공편 운항이 중단된다.[118]
  - 스티브 위트코프 미국 중동 특사가 가자 지구를 방문하고 이스라엘 총리와 만나 휴전이 유지되도록 확인한다.[119]
  - 트럼프는 관타나모만 미국 수용 시설을 미등록 이민자들을 수용하는 센터로 전환하여 3만 명을 수용할 수 있도록 할 계획을 발표한다.[120]
  - 뉴저지주의 전 상원의원 밥 메넨데스는 뇌물 수수 및 부패 혐의로 유죄 판결을 받은 후 11년형을 선고받는다.[121]
- 1월 30일
  - 미국 식품의약국은 버텍스 파마슈티컬의 새로운 조나브X 약물(비-오피오이드계 진통제로 급성 통증 치료에 사용되며 오피오이드 중독 및 과다 복용 위험을 잠재적으로 제거)을 승인한다.[122][123]
  - 트럼프는 농무부에 웹사이트에서 기후변화에 대한 모든 언급을 제거하도록 명령한다.[124]
- 1월 31일
  - 2025년 1월 캘리포니아주 남부 산불 중 마지막 두 개였던 팔리사데스 화재와 이튼 화재가 진압된다.[125]
  - 의료 수송기가 필라델피아 북동부 지역에 추락하여 탑승자 4명과 승무원 2명 전원이 사망한다. 또한 지상에서 1명이 사망하고 19명이 부상한다.[126][127]
  - 리차드 그레넬 미국 특별 대통령 특사가 베네수엘라 대통령과 회담한 후 베네수엘라는 미국인 인질 6명을 석방한다.[128]
  - DOGE 대표들은 연방 재무부에 대한 완전한 접근 권한을 부여받아 일론 머스크와 그의 팀이 정부 지출을 모니터링하고 잠재적으로 제한할 수 있게 된다.[129]

### 2월
- 2월 1일
  - 트럼프는 캐나다와 멕시코산 상품에 25%의 관세를, 중국산 수입품에 10%의 관세를 부과하는 행정명령에 서명한다.[130] 캐나다와 멕시코는 보복을 위협하고[131][132] 중국은 세계무역기구에 문제를 제기할 것을 맹세한다.[130][133]
  - 트럼프는 미군에 소말리아의 이슬람 국가 진지에 대한 공습을 지시했다고 말한다. 이번 공습은 테러 단체가 사용하는 동굴 시스템을 목표로 삼았다.[134]
  - 민주당 전국위원회 위원장 선거는 민주당 전국위원회 겨울 회의에서 당 투표 위원들에 의해 개최되며, 켄 마틴이 차기 민주당 전국위원회 의장으로 선출된다.[135]
  - 2024-25 NBA 시즌: 농구에서 댈러스 매버릭스, 유타 재즈, 로스앤젤레스 레이커스는 루카 돈치치가 레이커스로, 앤서니 데이비스가 매버릭스로 가는 논란의 트레이드에 연루된다.[136][137]
- 2월 2일
  - 2023년 9월부터 2024년 8월까지의 음악 분야 최고 작품을 기리는 제67회 그래미 어워드가 로스앤젤레스의 크립토닷컴 아레나에서 개최된다.[138] 켄드릭 라마의 "낫 라이크 어스"가 올해의 레코드상을 수상하고, 비욘세의 카우보이 카터가 올해의 앨범상을 수상한다.
  - 수천 명의 시위자들이 로스앤젤레스 시내에서 트럼프가 시행한 이민 정책에 반대하는 시위를 벌이며, 할리우드 프리웨이를 막는다.[139]
  - 푼틀란드 군 대변인은 ISIL에 대한 미국의 공습으로 소말리아 바리주 북동부의 외딴 지역인 칼 미스카드 산맥에서 46명의 전사가 사망했다고 주장한다.[140]
  - 국무장관 마코 루비오는 취임 후 첫 해외 순방으로 파나마를 방문하여 파나마 대통령 호세 라울 물리노에게 파나마 운하에서 중국의 영향력을 줄일 것을 촉구한다. 이에 물리노는 자국이 중국의 일대일로 사업과 계약이 만료되면 갱신하지 않을 것이라고 말한다.[141]
  - 아이스하키에서 조너선 퀵이 400승을 달성한 최초의 미국 태생 골텐더가 된다.[142]
- 2월 3일
  - 멕시코 대통령 클라우디아 셰인바움, 캐나다 총리 쥐스탱 트뤼도, 그리고 트럼프는 각자의 국경 보안 강화를 대가로 멕시코와 캐나다에 대한 25% 관세를 한 달 동안 연기하기로 합의했다고 발표한다.[143][144]
  - 일론 머스크는 미국 국제개발처 (USAID)가 폐쇄되고 국무부로 합병될 것이라고 발표한다.[145]
  - 트럼프는 남아프리카공화국이 토지 강탈법을 통과시켰기 때문에 남아프리카공화국에 대한 자금 지원을 중단한다고 밝힌다.[146]
  - 엘살바도르 대통령 나이브 부켈레는 엘살바도르의 테러리스트 수감 센터에 유죄 판결을 받은 "위험한 미국 범죄자"를 수용하는 대가로 수수료를 받는 제안을 국무장관에게 한다.[147]
- 2월 4일
  - 미국은 중국산 제품에 10%의 전면적인 관세를 부과하고 중국산 수출품에 대한 소액 면세를 폐지한다. 이에 대응하여 중국은 2월 10일부터 미국산 에너지 제품, 농업 장비 및 자동차에 대한 보복 관세를 부과하고, 핵심 광물에 대한 수출 통제를 실시한다. 또한 미국에 본사를 둔 PVH 그룹과 일루미나사를 신뢰할 수 없는 기업 목록에 추가하고, 구글에 대해 반독점 위반 혐의로 조사를 시작한다.[148]
  - 미국 국무부는 USAID의 모든 해외 공관 폐쇄를 명령하고 USAID 직원 수천 명을 미국으로 소환한다. 이는 기관 폐쇄를 앞두고 이루어지는 조치이다.[149]
  - 트럼프는 이스라엘과의 합의를 통해 미국이 가자 지구를 장악할 계획을 발표한다. 트럼프는 또한 팔레스타인인들이 그 지역을 떠날 수밖에 없을 것이며, 미군이 가자 지구 재건을 담당하여 그 지역을 "세상 사람들을 위한 중동의 리비에라"로 만들 것이라고 말한다.[150][151][152]
  - 트럼프는 이란에 대한 최대 압박 정책을 재도입하는 대통령 비망록에 서명한다.[153]
  - 상원은 팸 본디를 미국 법무부 장관으로 인준하며, 그녀는 법무부를 이끄는 세 번째 여성이 된다.[154]
  - 오하이오주 뉴앨버니의 창고에서 발생한 총기 난사 사건으로 2명이 사망하고 4명이 부상한다.[155]
- 2월 5일
  - 우정청은 중화인민공화국과 홍콩에서 오는 소포의 접수를 즉시 임시적으로 거부한다고 밝힌다.[156]
  - 트럼프 반대 시위: 트럼프, 그의 행정부, 일론 머스크, 그리고 프로젝트 2025에 반대하는 시위가 미국 전역의 도시에서 발생한다. 이 시위는 50501로 불린다.[157]
- 2월 6일
  - 트럼프는 미국 시민 또는 동맹국, 즉 이스라엘에 대한 조사를 돕는 국제형사재판소 관리들에게 제재를 부과하는 행정명령에 서명한다. 하루 뒤, 79개국이 공동 성명에서 이 제재에 반대한다고 밝힌다.[158][159]
  - 베링 에어 445편: 알래스카에서 10명을 태운 세스나 208 그랜드 캐러밴이 어널래클릿에서 놈으로 비행 중 실종된다. 수색 및 구조 작업이 진행 중이다.[160]
  - 미국 항공 우주국의 지구 근접 객체 연구 센터는 2024 YR4 소행성이 2032년 12월 22일 지구에 충돌할 확률이 2.3% (43분의 1)로 증가했다고 밝힌다. 이는 궤적에 대한 추가 관측 결과이다. 소행성이 지구 기반 망원경으로 정확하게 관측하기에는 너무 멀리 이동하기 전에 더 많은 관측을 통해 데이터를 수집할 계획이다.[161]
- 2월 7일
  - 미국 컬럼비아 지방법원의 미국 연방 판사 칼 J. 니콜스는 USAID 직원 2,200명 이상을 유급 휴가에 배치하는 트럼프의 행정명령을 일시적으로 저지한다.[162]
  - JD 밴스 부통령과 마이크 왈츠 국가안보보좌관이 틱톡 매각을 담당하는 것으로 발표된다.[163]
  - 뉴욕시 당국은 조류 인플루엔자 조류 독감 환자 증가로 인해 도시와 주변 교외 지역인 웨스트체스터군, 서퍽군, 나소군에 있는 모든 가금류 시장의 폐쇄를 명령한다.[164]
  - 제30회 크리틱스 초이스 어워드에서 코미디 드라마 영화 아노라가 최우수 작품상을 수상하고, 존 M. 추가 뮤지컬 영화 위키드로 최우수 감독상을 수상한다.[165]
- 2월 8일 – 국제형사재판소 검사 카림 아흐마드 칸은 미국 시민이나 미국 동맹국에 대한 전쟁 범죄 재판 조사를 목표로 한 트럼프의 행정명령에 따라 미국 정부로부터 경제 및 여행 제재를 받은 첫 번째 인물이 된다.[166]
- 2월 9일
  - 슈퍼볼 LIX에서 필라델피아 이글스는 캔자스시티 치프스를 40대 22로 꺾고 슈퍼볼에서 우승하여 치프스의 3연패를 저지한다.[167]
  - 트럼프가 2월 1일 바리주 칼 미스카드 산맥에서 승인한 공습으로 ISIS 지도자 아흐메드 마엘리민, 즉 무장 단체의 핵심 모집 및 자금 조달 책임자가 사망한 것으로 확인된다.[168]
- 2월 10일
  - 트럼프는 모든 알루미늄 및 강철 수입품에 25%의 관세를 부과하는 행정명령에 서명한다.[169]
  - 트럼프는 미국 법무부에 1977년 해외부패방지법 시행을 중단하도록 지시하는 행정명령에 서명한다. 이 법은 미국 기업과 외국 기업이 사업을 얻거나 유지하기 위해 외국 정부 공무원에게 뇌물을 제공하는 것을 금지한다.[170]
  - 루이지애나 주지사는 새로운 사형 집행 프로토콜을 완료하여 15년 만에 루이지애나에서 사형을 집행할 수 있게 되었다고 발표한다.[171]
- 2월 11일
  - 국가안보보좌관 마이크 왈츠는 스티브 위트코프와 몇몇 트럼프 보좌관들이 모스크바를 방문하여 돈세탁업자 알렉산드르 빈니크와의 교환을 협상한 후, 2021년부터 억류되어 있던 미국인 교사 마르크 포겔이 러시아에 의해 석방되었다고 발표한다.[172]
  - 요르단 압둘라 2세 국왕은 트럼프의 가자 지구에서 팔레스타인인을 철수시키고 미국이 그 지역을 장악하려는 제안에 대해 논의하기 위해 워싱턴 D.C.에서 트럼프를 만난다. 트럼프는 요르단과 이집트가 제안에 동의하지 않으면 원조를 보류하겠다고 위협한다.[173]
  - 오스트레일리아, 영국, 미국은 법 집행 요청을 무시하는 것으로 알려진 웹 호스팅 서비스 제공자와 해당 네트워크를 운영하는 두 명의 러시아인에 대해 제재를 발표한다.[174]
  - 구글 캘린더는 흑인 역사의 달, 성소수자 자긍심의 달 및 기타 문화 행사를 서비스에서 제거했다고 확인하며, 이러한 공휴일이 구글의 새로운 비즈니스 모델(다양성, 형평성, 포용성 (DEI)에 대한 강조를 철회하는)에 "지속 가능하지 않다"고 말한다.[175]
- 2월 12일
  - 러시아 대통령과의 전화 통화 후 트럼프는 우크라이나 전쟁 종전을 위한 협상이 즉시 시작될 것이라고 말한다.[176]
  - 백악관 대변인 캐럴라인 레빗은 벨라루스가 미국 시민을 포함한 3명의 구금자를 석방했다고 발표한다.[177]
- 2월 13일
  - 재무부는 국제형사재판소의 수석 검사 카림 아흐마드 칸이 가자 전쟁 중 이스라엘 총리와 국방부 장관 요아브 갈란트의 행동에 대해 조사를 결정한 것에 대해 제재를 부과한다.[178]
  - 로버트 F. 케네디 주니어가 보건복지부 장관으로 인준된다.[179]
  - 미국 뉴욕 남부 지방법원 미국 변호사 대행 다니엘 사순과 법무부 관리 5명이 도널드 트럼프 2기 행정부의 명령을 받고 뉴욕 시장 에릭 애덤스에 대한 연방 부패 사건을 기각한 후 사임한다.[180]
  - 해군 제6함대는 지중해 포트사이드 인근에서 작전 중이던 님프급 항공모함 USS 해리 S. 트루먼이 2월 12일 상선 베식타스-M과 해상 충돌 사고에 연루되었다고 발표한다.[181]
  - 트럼프 행정부는 미국 핵 비확산 관리국 직원 1,800명 중 300명 이상을 해고한다. 이 기관은 미국의 핵 비축량을 보호하는 임무를 맡고 있다.[182]
- 2월 15일
  - 갑작스러운 홍수가 미국 일부 지역에 영향을 미쳐 최소 3명이 사망한다.[183]
  - 프랑스 대통령 에마뉘엘 마크롱은 뮌헨 안보회의에서 JD 밴스 부통령이 한 논란의 연설(유럽 지도부가 너무 많은 검열과 너무 적은 이주 통제를 부과하여 유럽에 최악의 위협을 가한다고 비판한) 이후, 파리에서 바이마르+라는 비상 정상 회담을 개최한다고 발표한다.[184][185][186]
  - 러시아 외무장관과 루비오는 러시아-우크라이나 전쟁, 이스라엘-하마스 전쟁, 러시아에 대한 제재, 양국 외교 공관에 대한 제한 해제에 대해 전화 통화를 한다. 또한 사우디아라비아에서 열릴 고위급 정상회담 준비에 대해서도 논의한다. 이는 미국과 러시아가 거의 2년 만에 외무장관급 접촉을 한 첫 사례이다.[187]
  - 수백 명의 남아프리카 공화국 백인들이 프리토리아에 있는 미국 대사관 밖에서 시위를 벌이며, 트럼프가 남아프리카 공화국 정부가 백인 소수민족을 차별하고 있다는 주장을 지지한다.[188]
- 2월 16일
  - 루비오는 마이크 왈츠 국가안보보좌관과 스티브 위트코프 특사를 포함한 대표단을 이끌고 리야드로 가서 러시아와 초기 회담을 시작한다. 러시아 소식통은 회담이 2월 18일에 열릴 것이며, 러시아 대표단에는 세르게이 라브로프 외무장관, 대통령 보좌관 유리 우샤코프, SVR 국장 세르게이 나리시킨이 포함될 것으로 예상된다고 보도한다.[189][190]
  - 미군은 예멘 해안 경비대가 2월 12일 홍해에서 후티 운동에 향하던 이란의 무기 선적을 성공적으로 가로챘다고 발표한다.[191]
- 2월 17일
  - 50501 시위는 도널드 트럼프 2기 행정부, 정부효율부, 일론 머스크, 프로젝트 2025에 반대하여 워싱턴 D.C.의 유니온 스퀘어를 포함한 미국 전역의 주 의회 의사당에서 열린다.[192]
  - 캐나다 토론토 피어슨 국제공항에서 미니애폴리스 세인트폴 국제공항에서 출발한 델타 커넥션 4819편(미쓰비시 봄바디어 CRJ-900LR)이 착륙 중 화재가 발생하고 전복되어 21명이 부상하고 이 중 3명은 중태이다.[193]
  - 2025년 2월 북아메리카 폭풍 복합체: 미국 동부에서 폭우로 인한 홍수로 사망자 수가 8명과 어린이 1명으로 증가한다.[194]
  - 사우스웨스트 항공은 비용 절감을 위해 기업 인력의 15%에 해당하는 1,750개 일자리를 일시 해고할 것이라고 발표한다. 이는 1971년 운항을 시작한 이래 처음으로 대규모 정리해고를 단행하는 것이다.[195]
  - 푼틀란드에서 미국과 아랍에미리트의 공동 작전으로 바리주에서 ISIS 무장 세력을 목표로 한 공습이 시작된다. 이는 2월 1일 이후 두 번째 미국의 공습으로, 앞서 아랍에미리트의 공격으로 수십 명의 무장 세력이 사망했다.[196][197][198]
- 2월 18일
  - 미국과 러시아는 유럽이나 우크라이나의 참여 없이 사우디아라비아에서 우크라이나 전쟁에 대한 회담을 시작한다. 대표단은 전쟁 종결을 위한 협상 절차를 시작하고, 고위급 팀을 구성하며, 양국 간 외교 및 경제 관계를 정상화하기로 합의한다.[199][200][201]
  - 트럼프는 우크라이나가 전쟁을 시작했다고 비난하며, 러시아와의 평화 협정의 일환으로 우크라이나에서 새로운 대통령 선거를 실시할 것을 요구한다.[202][203]
  - 상원은 사업가 하워드 러트닉을 51대 45로 상무부 장관으로 인준한다.[204]
  - 미국 항공 우주국의 지구 근접 객체 연구 센터는 2032년 12월 22일 지구에 2024 YR4 소행성이 충돌할 확률이 3.1% (32분의 1)로 증가했다고 발표한다. 이는 궤도 궤적에 대한 추가 관측 결과이다. 이 확률은 2004년에 충돌 가능성이 2.7%였다가 나중에 제외된 99942 아포피스의 위협을 넘어선다.[205][206]
  - 미국 국립과학재단은 트럼프의 연방 인력 감축 행정명령을 준수하기 위해 직원 168명, 즉 전체 인력의 10%를 해고한다.[207]
- 2월 19일
  - 애리조나주 투손 근처 마라나 지역 공항에서 랑카이 360 경항공기와 세스나 172S 경항공기 두 대가 공중 충돌하여 2명이 사망한다.[208]
  - 유엔 안전 보장 이사회는 M23 반군이 영토 이득을 빠르게 얻는 것에 대응하여 뉴욕시에서 비상 회의를 개최하며, 유엔 콩고 특사 빈투 케이타는 이사회가 "더 넓은 지역 전쟁을 막기 위해 시급하고 단호한 조치"를 취해야 한다고 말한다.[209]
  - 연방항공국은 항공 안전, 항공기 정비, 비행 검사 직책을 포함하여 약 400개 일자리를 일시 해고한다.[210]
- 2월 20일
  - 미국 국세청은 일론 머스크의 정부효율부가 이끄는 부서 축소의 일환으로 세금의 날 전후로 6,000개 이상의 일자리를 일시 해고할 것이라고 발표한다.[211]
  - 양국 간 긴장이 고조되는 가운데, 캐나다 남자 아이스하키팀은 보스턴의 TD 가든에서 열린 2025 4개국 페이스오프 결승전에서 미국팀을 연장전에서 3대 2로 꺾고 우승한다. 코너 맥데이비드가 결승골을 넣는다.[212]
- 2월 21일
  - 펜타곤과 미국 국방부는 공동으로 수습 직원 4,500명을 해고하여 민간 인력의 5~8%를 감축할 것이라고 발표한다. 미국 산림청 또한 2,000명의 직원을 해고할 것이라고 발표한다.[213]
  - 베올리아 워터는 미시간주 플린트의 식수 오염과 관련하여 남아 있는 모든 능동적 집단 소송에 대해 5,300만 미국 달러의 합의금을 지불하기로 합의하지만, 위기에 대한 어떤 잘못도 인정하지는 않는다.[214]
  - 트럼프와 피트 헤그세스 국방부 장관은 합동참모의장 찰스 Q. 브라운 주니어와 해군작전부장 리사 프란체티를 포함한 다수의 고위 미군 장교들을 현재 보직에서 해임한다고 발표한다.[215]
  - 하디 마타르는 2022년 8월 소설가 살만 루슈디를 칼로 찔러 부분적으로 실명시킨 혐의에 대해 뉴욕 배심원단에 의해 살인 미수 및 폭행 혐의로 유죄 판결을 받는다.[216]
  - 켄터키주 루이빌의 자동차 등록 사무소 밖에서 발생한 총격으로 3명이 사망하고 4명이 부상한다.[217]
- 2월 22일
  - 펜실베이니아주 웨스트 맨체스터 타운십의 UPMC 메모리얼 병원에서 발생한 총기 난사 사건으로 경찰관 1명을 포함하여 2명이 사망하고 7명이 부상한다.[218]
  - 뉴멕시코주 앨버커키의 커틀랜드 공군기지에서 발생한 총격으로 1명이 사망하고 1명이 부상한다. 연방수사국이 총격 사건을 조사 중이지만, 이번 사건은 테러 행위가 아닌 것으로 보인다.[219]
  - 버지니아주 버지니아비치에서 교통 정지 중 경찰관 2명을 포함하여 3명이 사망한다.[220]
- 2월 23일
  - 제31회 미국 배우 조합상 시상식에서 티모시 샬라메는 밥 딜런 역으로 남우주연상을 수상하고, 데미 무어는 더 서브스턴스 역으로 여우주연상을 수상한다. 정치 스릴러 영화 콘클라베는 영화 부문 앙상블상을 수상한다.[221]
  - 아메리칸 항공 292편(뉴욕 존 F. 케네디 국제공항발 뉴델리행)은 나중에 신뢰할 수 없는 것으로 판명된 불특정 보안 문제로 인해 로마 피우미치노 공항으로 회항해야 한다. 이 항공기는 투르크메니스탄 근처 카스피해 상공에 있을 때 유럽으로 회항했다.[222]
  - 푼틀란드 군-미국 아프리카 사령부의 공동 공습으로 소말리아 푼틀란드 바리주 칼 미스카드 산맥에 숨어 있던 IS 무장 세력 3명 이상이 사망한다.[223]
- 2월 24일
  - 유엔 총회는 93대 18, 기권 65표로 러시아의 우크라이나 전쟁을 비난하는 결의안을 통과시킨다. 반대표를 던진 18개국에는 미국, 러시아, 벨라루스, 조선민주주의인민공화국이 포함된다.[224]
  - 텍사스주 보건서비스부는 텍사스와 뉴멕시코주에 홍역이 99명에게 확산되면서 주 내 주요 도시에 높은 경계령을 내린다. 이는 2000년 미국에서 박멸된 것으로 간주된 이후 세 번째로 큰 유행이다.[225]
  - 미국 항공 우주국은 2024 YR4 소행성이 2032년 이후 지구에 "중요한 위협"을 가하지 않는다고 공식 발표한다. 충돌 확률은 59,000분의 1 (0.0017%)로 떨어진다. 이는 2028년 지구 근접 비행 중 소행성을 가로막고 편향시키기 위한 행성 방어 임무가 더 이상 필요 없다는 것을 의미한다.[226]
  - 애플은 향후 5년간 미국에 5,000억 달러를 투자하여 2만 명의 신규 직원을 고용하고 인공지능 서버를 제조할 계획을 발표한다.[227]
  - 스타벅스는 비용 절감 조치의 일환으로 미국 내 매장에서 1,100개 일자리를 감축할 것이라고 발표한다. 또한 메뉴를 "간소화"하고 33% 줄일 것이라고 발표한다.[228]
- 2월 25일
  - 조앤 스토어스는 두 번째 파산 신청을 하고, 49개 주에 있는 800개 매장 모두를 폐쇄하고 즉시 청산 세일을 시작한다고 발표한다.[229]
  - 미국 워싱턴 서부 지방법원 미국 지방 판사 자말 화이트헤드는 미국 난민 입국 프로그램 중단을 명령하는 트럼프의 행정 명령을 일시적으로 저지하는데, 이는 국제 난민 지원 프로젝트가 트럼프 행정부를 상대로 제기한 소송에 따라 트럼프가 의회가 통과시킨 법을 무효화할 수 없다고 판결한 것이다.[230]
- 2월 26일
  - 트럼프는 유럽 연합에 대한 임박한 25% 관세를 발표하며, 이는 자동차 산업과 같은 부문에 일반적으로 적용될 것이라고 말한다.[231]
  - 일라이 릴리는 4개의 새로운 제조 시설을 열고 미국에서 1만 3천 개의 일자리를 창출하기 위해 270억 달러를 투자할 계획을 발표한다.[232]
  - 트럼프는 에너지 기업 셰브론의 베네수엘라 사업 허가를 취소한다.[233]
  - 트럼프 행정부는 멕시코만을 "아메리카만"이라고 부르기를 거부한 AP (통신사), 로이터, 데르 타게스슈피겔, 허프포스트 기자들의 백악관 출입을 금지한다.[234]
- 2월 27일
  - 오픈AI는 현재까지 가장 크고 가장 진보된 인공지능 모델인 GPT-4.5를 발표한다.[235]
  - 트럼프 행정부는 미국 항공 우주국 과학자들과 미국 정부 관리들이 이번 주 중화인민공화국 항저우시에서 시작된 기후변화에 관한 정부간 협의체 회의(제7차 IPCC 평가 보고서에 초점을 맞춤)에 참석하는 것을 금지한다.[236]
  - 트럼프는 영국 총리 키어 스타머를 워싱턴 D.C.에서 만나 러시아-우크라이나 전쟁의 평화 협상에 대해 논의한다. 스타머는 또한 찰스 3세 국왕의 서한을 전달하며 트럼프를 런던 방문에 초대한다.[237]
  - 메타 플랫폼스는 인스타그램 사용자들의 릴스 피드에 폭력적이고 선정적인 동영상이 표시되는 오류를 수정했다고 밝힌다.[238]
- 2월 28일
  - 트럼프와 볼로디미르 젤렌스키|우크라이나 대통령 간의 회담이 백악관에서 열린다. 트럼프와 JD 밴스는 젤렌스키를 강하게 비판하며 우크라이나에 대한 지원, 러시아-우크라이나 전쟁 종전 제안, 그리고 국가의 미래 전반에 대한 의문을 제기한다.[239]
  - 미국 전역에서 재산 및 소득 불평등, 생필품 가격 상승, 트럼프 행정부의 다양성, 형평성, 포용성 이니셔티브 철회에 항의하는 24시간 소비자 지출 보이콧이 발생한다.[240]
  - 사회보장국은 인력이 이미 50년 만에 최저치임에도 불구하고 트럼프의 행정명령을 따르기 위해 7,000개 이상의 일자리를 일시 해고할 것이라고 발표한다.[241]
  - 멕시코는 라파엘 카로 킨테로, 미겔 트레비뇨 모랄레스, 오마르 트레비뇨 모랄레스, 비센테 카리요 푸엔테스, 호세 로돌포 비야레알-에르난데스를 포함한 29명의 혐의 카르텔 조직원을 미국으로 인도한다.[242]
  - 마이크로소프트는 2025년 5월 스카이프 서비스를 종료하고 팀즈에 대한 지원 및 개발에 집중할 것이라고 발표한다.[243]

### 3월
- 3월 1일
  - 트럼프는 영어를 국가의 공용어로 지정하는 행정명령에 서명한다.[244]
  - 미국 중부사령부는 시리아에서 후라스 알 딘의 고위 군사 지도자인 무하마드 유수프 지야 탈라이를 목표로 한 정밀 공습을 실시하여 그를 사살했다고 밝힌다.[245]
- 3월 2일
  - 2024년에 개봉된 영화 중 최고 작품을 기리는 제97회 아카데미상 시상식이 로스앤젤레스의 돌비 극장에서 개최된다. 아노라가 작품상을 포함하여 5개 부문에서 가장 많은 상을 수상한다.[246]
  - 사우스캐롤라이나주와 노스캐롤라이나주 전역에서 여러 산불이 발생하여 머틀 비치 지역의 여러 도시를 포함한 위험 지역 마을들이 대피한다.[247] 사우스캐롤라이나 주지사는 이에 대응하여 비상사태를 선포한다.[248]
  - 피트 헤그세스 국방부 장관은 미국 사이버사령부의 러시아에 대한 공격적인 사이버 작전 및 정보 작전 중단을 명령한다.[249]
  - 파이어플라이 에어로스페이스는 미국 항공 우주국의 상업용 달 화물 서비스 프로그램의 일환으로 블루 고스트 미션 1을 달에 성공적으로 착륙시켜, 위난의 바다에 달의 토양과 태양풍과 지구 자기장 간의 상호 작용을 연구하는 장비들을 전달한다.[250]
- 3월 3일
  - TSMC는 미국 칩 제조에 1,000억 달러를 투자할 계획을 발표한다.[251]
  - 미국은 러시아와 일부 러시아 과두 지배자들에 대한 제재 완화 계획을 모색하며, 우크라이나에 대한 모든 현재 군사 원조를 중단한다.[252][253]
  - 트럼프는 2억 8천만 에이커(1억 1천3백만 헥타르)의 국유림 및 기타 공공 토지에 걸쳐 벌목을 확대하도록 명령한다.[254]
- 3월 4일
  - 트럼프의 멕시코 및 캐나다 수입품에 대한 25% 관세가 발효되고, 진행 중인 무역 전쟁 속에서 모든 중국산 수입품에 대한 기존 10% 관세가 20%로 인상된다.[255] 캐나다 총리 쥐스탱 트뤼도는 1,550억 달러 상당의 미국 상품에 대해 상호 25%의 관세를 부과할 것이라고 말한다.[256] 중화인민공화국 재정부는 3월 10일부터 시작될 예정인 미국산 식품 수입품에 10~15%의 관세를 발표한다.[257]
  - 트럼프는 의회 합동 회의에서 연설을 한다.
  - 폭풍 복합체로 인해 댈러스-포트워스 도시권의 40만 명 이상이 정전되고 미국 남부의 넓은 지역에 심각한 날씨를 가져온다.[258]
  - 거대 생물학의 과학자들은 유전적으로 변형된 새로운 종의 매머드 쥐를 창조한다.[259]
- 3월 5일
  - CIA 국장 존 랫클리프는 미국이 우크라이나와의 정보 공유를 중단했다고 발표한다.[260]
  - 미국은 남은 이스라엘 인질들의 석방을 위해 하마스와 직접 협상을 시작한다. 트럼프는 나중에 트루스 소셜과 X에서 하마스가 인질을 "즉시" 돌려주지 않으면 가자 지구 사람들은 "죽은 목숨"이라고 위협한다.[261]
  - 트럼프는 포드, 제너럴 모터스, 스텔란티스 등 빅 스리로부터 불만을 접수받은 후, 미국 자동차 제조업체에 대해 한 달 동안 임시적으로 관세를 유예한다고 발표한다.[262]
  - 미국 재향군인회는 트럼프 행정부의 정부효율부 계획에 따라 8만 개 이상의 일자리를 일시 해고할 것이라고 발표한다.[263]
  - 국방부는 피트 헤그세스 국방부 장관이 미국 사이버사령부의 러시아에 대한 공격적인 사이버 작전 및 정보 작전 중단을 명령했다는 이전 언론 보도를 부인한다.[264]
  - 로스앤젤레스군은 남부 캘리포니아 대부분 지역에 전력을 공급하는 전력 회사인 서던 캘리포니아 에디슨에 대해 소송을 제기한다. 소송 내용은 회사의 전력 시스템이 이튼 화재를 일으켰으며, 9,400개 이상의 건물에 피해를 입히고 17명의 사망자를 낸 화재로 인한 비용과 손해를 배상하라는 것이다.[265]
  - 모가디슈에 있는 미국 대사관은 아덴 아데 국제공항을 포함한 소말리아에서 임박한 공격 위협에 대해 경고한다.[266] 동시에 소말리아 군 관계자는 트럼프 행정부가 소말리아의 다나브 여단 특수 부대에 대한 모든 자금 지원을 중단하고 국가에 대한 수십억 달러의 USAID 보조금을 삭감했다고 확인한다.[267]
  - 버몬트 지방법원의 미국 변호사는 캐나다인 25명을 미국 노인들에게 2,100만 미국 달러를 사취하려 공모한 혐의로 기소하고, 이 중 5명은 돈세탁 공모 혐의로 기소한다.[268]
  - 알래스카주 추가치 산맥에서 발생한 눈사태로 3명의 스키 선수가 30피트 이상의 눈 아래에 갇혀 사망한다.[269]
- 3월 6일
  - 트럼프는 캐나다와 멕시코로부터의 USMCA 준수 수입품에 대한 관세를 4월 2일까지 중단한다.[270]
  - CMA CGM은 향후 4년간 미국 물류에 200억 달러를 투자하여 1만 개의 새로운 일자리를 창출할 계획을 발표한다.[271]
  - 트럼프는 범죄 및 민사 몰수 사건에서 압수된 비트코인으로만 자금을 조달하는 전략적 비트코인 비축량을 창설하는 행정명령에 서명한다.[272]
  - 사이언스 학술지에 발표된 보고서에 따르면, 2000년 이후 미국에 기록된 554종의 나비 개체수가 22% 감소했다.[273]
  - 미국은 개발도상국이 화석 연료와 같은 비재생 에너지원에서 벗어나도록 돕는 프로그램인 정의로운 에너지 전환 파트너십에서 탈퇴한다.[274]
  - 스페이스X는 텍사스주 스타베이스 발사장에서 스타십 발사체의 8번째 시험 비행을 시작한다. 1단계는 착륙 중 랩터 엔진 고장에도 불구하고 발사 타워에 의해 포획되지만, 2단계는 연소 중 실패하여 1월의 지난 시험 비행을 반복한다.[275]
  - 인튜이티브 머신스의 우주 탐사선 IM-2 아테나는 2월 27일 플로리다주 케네디 우주 센터에서 발사된 후 달 남극 근처 몬스 무통에 착륙한다.[276]
- 3월 7일
  - 트럼프 행정부의 보조금 예산 및 여러 정부 과학 기관에 대한 고용 삭감에 항의하여 미국과 프랑스 30개 도시에서 조직적인 과학자들의 시위 및 파업이 발생한다.[277]
  - 사우스캐롤라이나는 총살형으로 브래드 시그몬을 사형 집행한다. 이는 2010년 유타주의 로니 리 가드너가 총살형으로 사형 집행된 이후 처음으로 총살형이 집행된 것이다.[278][279]
  - 푼틀란드에 주둔한 미 육군은 푼틀란드 바리주에서 진행 중인 ISIS와의 싸움에서 이중 작전에 대응하여 작전을 유지하고 지역에서 철수하지 않는다.[280]
  - 2025년 미국 연방 대량 해고: 아메리카 원주민 권리 기금은 5명의 미국 원주민 학생과 샤이엔 및 아라파호 부족, 대초원 밴드 포타와토미 네이션, 이슬레타 푸에블로의 3개 부족을 대신하여 미국 내무부와 인도 교육국 (BIE)을 상대로 BIE 교사들의 부당 해고 혐의로 소송을 제기한다.[281]
- 3월 9일
  - ICE는 컬럼비아 대학교에서 친팔레스타인 시위 중 중요한 역할을 한 팔레스타인 학생 마흐무드 칼릴을 체포하고, 그의 영주권과 학생 비자를 취소한다.[282]
  - 미식축구에서 클리블랜드 브라운스 수비형 엔드 마일스 개럿은 브라운스와의 계약에 동의하여 연봉 4천만 달러를 받게 되면서 내셔널 풋볼 리그에서 가장 많은 연봉을 받는 비쿼터백 선수가 된다.[283]
  - 비밀경호국 요원들이 백악관 근처에서 한 남성을 총으로 쏴 살해한다.[284]
  - 펜실베이니아주 주거 지역에 비행기가 추락하여 5명이 부상한다.[285]
- 3월 10일
  - 미국 경제에 대한 관세의 영향에 대한 지속적인 우려 속에서 주식 시장의 대규모 매도세가 발생하며, 나스닥은 4% 하락한다.[286]
  - 온타리오주 수상 더그 포드는 미시간, 미네소타, 뉴욕주를 포함한 미국으로 공급되는 전기에 대해 25%의 추가 요금을 부과할 것이라고 발표한다.[287] 이는 다음 날 중단된다.
  - X는 전 세계적으로 여러 시스템 중단을 겪으며, 소유주 일론 머스크는 이 사이트가 "대규모 사이버 공격"의 표적이 되고 있다고 주장한다.[288]
- 3월 11일
  - 트럼프는 캐나다산 강철 및 알루미늄 관세를 25%에서 50%로 두 배 인상한다고 발표한다.[289]
  - 미국과 우크라이나는 지다에서 열린 회담에서 러시아와 30일간의 휴전을 모색할 의향을 발표한다. 회담에는 국무장관 마코 루비오, 국가안보보좌관 마이크 왈츠, 우크라이나 대통령 비서실장 안드리 예르마크가 참여한다.[290]
  - 미국 컬럼비아 지방법원의 지방 판사 아미르 알리는 트럼프 행정부에 행정부가 중단한 USAID 프로그램에 대한 미지급 자금 약 20억 달러를 지급하도록 명령한다.[291]
  - 미국 항공 우주국은 캘리포니아주 산타바바라군의 반덴버그 우주군기지에서 팰컨 9 블록 5 우주선을 이용해 스피어X 근적외선 우주 관측소를 발사한다. 스피어X 임무는 하늘을 가로질러 약 4억 5천만 개의 은하를 색상으로 조사하고 매핑할 것이다.[292]
- 3월 12일
  - 미국이 전 세계적으로 부과한 알루미늄 및 강철 제품에 대한 25%의 관세가 발효된다.[293] 이에 대응하여 캐나다 재무장관 도미니크 르블랑은 미국산 상품 298억 캐나다 달러 (207억 미국 달러)에 대한 보복 관세를 발표한다.[294]
  - 이란 최고 지도자 알리 하메네이는 이란의 핵 프로그램에 대한 미국과의 협상을 거부하며, 이란은 "핵무기에 관심이 없다"고 말한다.[295]
  - 아이다호 주지사 브래드 리틀은 총살형을 주 내 주요 사형 집행 방법으로 공식화하는 법안에 서명한다. 아이다호는 이러한 정책을 시행하는 첫 번째 주가 된다.[296][297]
- 3월 13일
  - 러시아 대통령은 우크라이나 휴전에 대한 미국의 제안이 러시아의 조건이 충족되는지에 달려 있으며, 추가 논의가 있을 것이라고 말한다.[298]
  - 트럼프 행정부는 미국 국방부에 파나마 주둔 미군을 확대하고 잠재적으로 파나마 운하를 되찾기 위한 방안을 계획하도록 지시했다고 보도된다.[299]
  - 나토 사무총장 마르크 뤼터와의 백악관 집무실 회의에서 트럼프는 미국의 그린란드 병합 가능성을 배제하지 않으며 "그렇게 될 것이라고 생각한다"고 말한다.[300]
  - 미국 캘리포니아 북부 지방법원의 윌리엄 알섭은 미국 국방부, 미국 재향군인회, 미국 농무부, 미국 에너지부, 미국 내무부, 미국 재무부에 트럼프에 의해 해고된 직원들을 복직시키도록 명령한다.[301]
- 3월 14일
  - 오클라호마와 텍사스주에서 강풍과 건조한 기후로 인해 일련의 산불이 발생하여 대피 명령이 내려지고 수천 가구가 정전된다.[302]
  - 토네이도로 13명이 사망했으며, 미국의 넓은 지역에 폭풍 예보 센터에서 심각한 기상 이변이 발생할 지역적 위험이 발표된다. 디프사우스에 내일 드문 고위험 대류 전망이 발령된다.[303]
  - 하마스는 휴전 회담을 재개하고 미국-이스라엘 인질 에단 알렉산더를 석방하기로 합의했다고 밝힌다. 이는 중동 특사 스티브 위트코프의 제안에 따른 것이다.[304]
  - 이라크는 이라크 보안군과 미국의 공동 작전 중 안바르주에서 이슬람 국가의 이라크 및 시리아 부대장인 압달라 마키 모슬레 알리파이가 사망했다고 발표한다.[305]
  - 국무장관 마코 루비오는 남아프리카 공화국 대사 이브라힘 라술을 트럼프의 2024년 대통령 선거 운동에 대한 비판 때문에 기피 인물로 선언한다.[306]
  - 트럼프는 러시아 대통령에게 쿠르스크주에 포위되어 있다고 알려진 "수천 명의 우크라이나 군인"의 생명을 살려줄 것을 공개적으로 요청한다.[307]
  - 개기월식이 밤에 서반구 전역에서 새벽 시간대에 발생한다.[308]
- 3월 15일
  - 트럼프는 예멘의 후티 운동 통제 지역에 일련의 공습을 명령하여 최소 31명을 사망시키고 101명 이상을 부상시킨다. 미국 중부사령부는 이번 공습이 예멘에서 대규모 작전의 시작이라고 발표한다.[309] USS 해리 S. 트루먼은 다음 날 후티에 의해 18발의 로켓과 드론으로 표적이 된다.[310]
  - 국무장관 마코 루비오는 태국 관리들에게 비자 제한을 발표한다. 이들은 박해를 받을 수 있다는 우려에도 불구하고 위구르 남성 최소 40명을 중국으로 추방하는 데 관여한 전현직 관리들이다.[311]
  - 트럼프는 뉴스 기관인 미국의 소리에 대한 연방 자금 지원을 중단하는 행정명령에 서명하며, 이를 "반트럼프"이자 "급진적"이라고 비난한다. 1,300명의 직원 전원이 유급 휴가를 받게 된다.[312]
- 3월 16일
  - 트럼프 행정부는 외국인 적법법을 인용하여 트렌 드 아라구아 및 MS-13의 혐의 회원 200명 이상을 엘살바도르로 추방했다고 밝힌다. 엘살바도르 대통령은 이들이 테러리스트 수감 센터로 이송될 것이라고 말한다.[313]
  - 트럼프는 미국의 소리, 라디오 이 텔레비시온 마르티, 알후라를 포함한 여러 국영 방송사의 폐쇄와 자유유럽방송, 자유아시아방송에 대한 보조금 중단을 명령하는 행정명령에 서명한다.[314]
- 3월 17일
  - 미국은 알 후다이다와 자우프주의 목표물에 공습을 시작한다. 수도 사나에서 수만 명이 미국의 예멘 공격에 반대하는 집회에 참석한다.[315]
- 3월 18일
  - 존 F. 케네디 암살과 관련된 기록들은 트럼프의 기밀 해제 및 공개 행정명령에 따라 이전에 공개되지 않았던 것들이 공개된다.[316]
  - 유죄 판결을 받은 강간범 제시 호프먼 주니어는 루이지애나에서 2010년 이후 15년 만에 처음으로 사형 집행된 재소자가 되었으며, 또한 루이지애나에서 질소 질식으로 사형 집행된 첫 번째 재소자가 된다.[317]
  - 트럼프와 러시아 대통령은 전화 통화에서 우크라이나의 에너지 기반 시설 휴전에 즉시 합의하고, 분쟁의 영구적 해결을 위한 추가 협상을 즉시 시작하기로 한다. 푸틴은 이러한 합의의 한 조건으로 우크라이나에 대한 모든 외국 군사 및 정보 지원의 중단을 언급한다.[318]
  - 미국 항공 우주국 우주비행사이자 크루-9 승무원 부치 윌모어와 수니 윌리엄스는 국제우주정거장에서 9개월을 보낸 후 지구로 귀환한다.[319]
- 3월 19일
  - 노스다코타주의 배심원단은 그린피스가 에너지 트랜스퍼 송유관 회사에 수억 달러를 지불해야 하며, 거의 10년 전 주에서 발생한 시위에 대한 명예 훼손 및 기타 혐의로 책임이 있다고 판결한다.[320]
  - 소프트뱅크 그룹은 암페어 컴퓨팅을 65억 달러에 인수할 것이라고 발표한다.[321]
  - 미국 정부 소식통은 2주 전 트럼프가 이란 최고 지도자에게 보낸 서한에 이란의 핵 프로그램에 대한 새로운 협상을 위한 2개월의 기한이 포함되어 있었다고 밝힌다.[322]
- 3월 20일
  - 메릴랜드 지방법원 지방 판사 엘렌 립톤 홀랜더는 정부효율부가 미국 시민의 개인 정보를 포함하는 사회 보장 시스템에 접근하는 것을 일시적으로 차단한다. 홀랜더 판사는 또한 해당 부서에 이전에 접근했던 개인 식별 정보를 삭제하도록 명령한다.[323]
  - 트럼프는 교육부를 폐지하는 절차를 시작하는 행정명령에 서명한다.[324]
  - 테슬라는 외부 패널과 관련된 안전 문제로 인해 미국 전역의 거의 모든 테슬라 사이버트럭 모델을 리콜한다.[325]
- 3월 21일
  - 존슨앤드존슨은 향후 4년 이내에 미국에 4개의 새로운 공장을 건설하기 위해 550억 달러 이상을 투자할 계획을 발표한다.[326]
  - 보잉은 미국 공군의 공중 우세 6세대 전투기인 F-47을 건설하기 위해 200억 달러 이상의 계약을 체결한다.[327]
  - 뉴멕시코주 라스크루시스의 영 공원에서 대규모 모임 중 주차장에서 발생한 총기 난사로 3명이 사망하고 15명이 부상한다.[328]
- 3월 22일 – 미국은 탈레반이 2년간 억류되었던 미국 시민을 석방한 후 아프간 군벌 시라주딘 하카니의 체포로 이어지는 정보에 대한 1천만 달러의 보상금을 해제한다.[329]
- 3월 23일
  - 국가안보보좌관 마이크 왈츠는 미국이 이란의 핵 프로그램을 "완전히 해체"하기를 원하며 "모든 옵션이 열려 있다"고 말한다.[330]
  - 23andMe DNA 검사 회사가 파산 신청을 한다.[331]
  - 테니스에서 알렉산드라 엘라는 WTA 랭킹이 시작된 1975년 이후 처음으로 필리핀 선수 중 상위 10위권 선수를 물리친다. 마이애미 오픈 여자 단식 토너먼트 3라운드에서 세계 랭킹 5위인 매디슨 키스를 상대로 승리한다.[332]
  - 축구에서 멕시코는 캘리포니아주 잉글우드의 소파이 스타디움에서 열린 결승전에서 파나마를 2대 1로 꺾고 첫 네이션스리그 우승을 차지한다.[333]
- 3월 24일
  - 디 애틀랜틱의 편집장 제프리 골드버그는 트럼프 내각 구성원들이 실수로 시그널 그룹 채팅에서 그에게 예멘 공습 계획을 공유했다고 밝혔다.[334]
  - 현대자동차그룹은 루이지애나주에 58억 달러 규모의 신규 철강 공장 건설을 포함하여 미국에 210억 달러를 투자한다고 발표했다.[335]
  - 그린란드 총리 무테 보루프 에게데는 국가 안보 보좌관 마이크 왈츠와 세컨드 레이디 우샤 밴스를 포함한 고위 미국 관리들의 그린란드 방문 계획이 "매우 공격적"이며 "우리에 대한 힘을 과시하기 위한" 것이라고 말했다.[336]
- 3월 25일 – 미국은 러시아와 우크라이나가 상업용 선박의 안전한 통행을 보장하기 위해 흑해에서 모든 군사 공격을 중단하기로 합의했다고 발표했다. 반면 러시아는 그러한 합의를 존중하기 위한 미국의 보증과 우크라이나에 대한 명령이 필요하다고 말했다.[337][338]
- 3월 26일
  - 트럼프는 미국으로 수입되는 모든 자동차에 25%의 관세를 부과하는 법안에 서명했다. 캐나다는 이에 대응할 것이라고 밝혔고, 일본은 관세 면제를 요청했다.[339]
  - 미군이 미국 아프리카 사령부가 주도하는 공동 작전의 일환으로 골리스산에 있는 이라크 레반트 이슬람국 무장 세력을 목표로 공습을 감행했다. 이 공습으로 푼틀란드 바리 지역 골리스산에 위치한 무장 세력 은신처에서 민간인 사상자 없이 무장 세력이 사망한 것으로 알려졌다.[340]
  - 리투아니아 파브라데 훈련장에서 훈련 중이던 미국 군인 4명이 실종되었다. 병사 수색 작업이 진행 중이며 조사가 시작되었다.[341]
- 3월 27일
  - 미국은 세계무역기구에 대한 재정 기여를 중단한다.[342]
  - 마라 살바트루차의 최고 갱단 지도자인 헨리 호수에 빌라토로 산토스가 버지니아주 북부에서 체포되었다.[343]
  - 아이다호 주지사 브래드 리틀은 12세 미만 아동의 강간 및 성 학대에 대해 사형을 허용하는 법안에 공식적으로 서명했으며, 이 법안은 2025년 7월 1일부터 발효될 예정이다. 이 법은 궁극적으로 케네디 대 루이지애나 사건의 선례에 도전할 수 있다.[344]
- 3월 28일
  - JD 밴스 부통령과 다른 여러 트럼프 행정부 고위 관리들이 그린란드에 있는 미국 우주군 시설인 피투픽 우주 기지를 방문한다.[345]
  - 예멘 수도 사나에서 미군 공습으로 최소 7명이 부상당했다.[346]
  - 유타주가 정부 건물과 학교에서 성소수자 자긍심의 깃발을 금지하는 첫 주가 된다.[347][348][349]
- 3월 29일
  - 시위는 도널드 트럼프 2기 행정부에서 DOGE 총재이자 테슬라 CEO인 일론 머스크의 역할에 항의하기 위해 미국, 캐나다 및 유럽 전역의 테슬라 대리점에서 열렸다.[350]
  - 소카타 TBM-700 항공기가 미네소타주 브루클린파크의 비어있는 집에 추락하여 탑승자 전원이 사망했다.[351]
- 3월 30일 – 플로리다주 마이애미가든스의 마이애미데이드 트랜짓 버스에서 버스 운전사가 승객 2명을 총으로 쏴 살해했다.[352]
- 3월 31일
  - 2025 MLB 시즌: 애슬레틱스는 라스베이거스로의 이전의 일환으로 캘리포니아주 웨스트 새크라멘토로 2028년까지 임시 이전하여 경기를 시작한다.[353]
  - 뉴저지주 상원의원 코리 부커가 트럼프 정책을 비판하는 25시간 연설을 한다.[354] 그의 마라톤 연설은 스트롬 서먼드의 기록적인 필리버스터 길이를 넘어 상원에서 행해진 가장 긴 연설이 되었다.[355]
  - 미국은 둥징웨이 국가안보수호청장을 포함한 중국 및 홍콩 관리 6명에 대해 "초국가적 억압과 홍콩 자치권 훼손"을 이유로 제재를 발표한다.[356]

### 4월
- 4월 2일

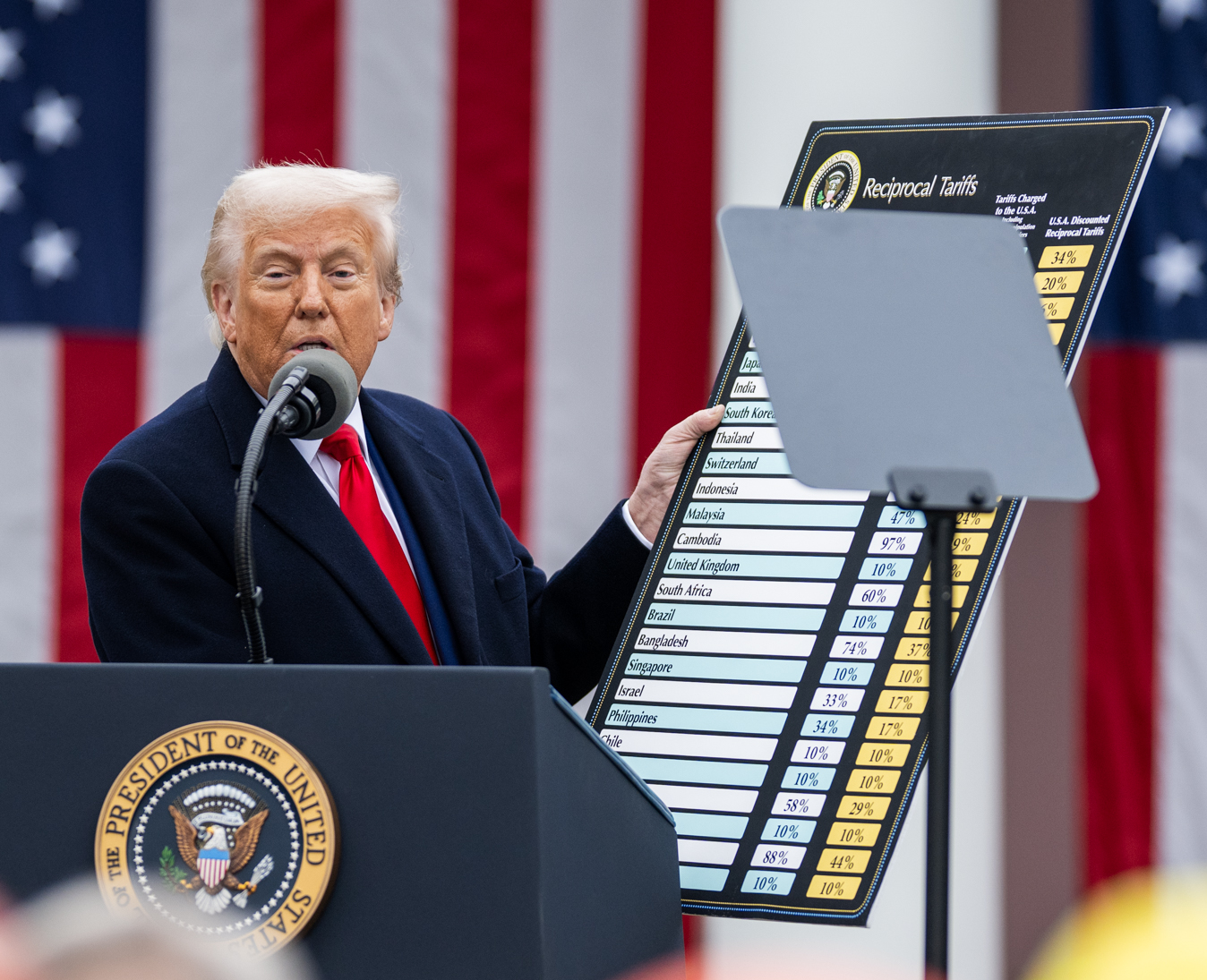
4월 2일: 트럼프가 일련의 전 세계적 관세를 발표한다.

  - 트럼프는 모든 수입품에 대한 10%의 기본 관세를 포함하는 자유의 날 관세를 발표한다.[357][358]
  - 상원은 캐나다에 대한 관세를 비난하고 뒤집는 구속력 없는 결의안을 51대 48로 통과시켰고, 랜드 폴, 수전 콜린스, 리사 머카우스키, 미치 매코넬을 포함한 공화당 의원들이 이 결의안에 찬성표를 던졌다.[359]
- 4월 3일
  - 트럼프 관세에 대한 반응으로 전 세계 증시가 급락했다. 다우 존스 산업평균지수는 3.2%, S&P 500 지수는 4% 이상 하락했으며, 기술주 중심의 나스닥은 5.2% 하락했다.[360]
  - 미국은 2031년 FIFA 여자 월드컵 개최권을 획득했으며, 다른 CONCACAF 회원국이 공동 개최국으로 합류할 가능성이 있다. 미국이 이 대회를 개최하는 것은 이번이 세 번째이다.[361]
  - 미국 국가안보국과 미국 사이버사령부의 책임자인 티모시 호가 트럼프 행정부에 의해 해고되었다.[362]
- 4월 4일
  - 미국의 주택 임대료 통제: 텍사스 기반의 부동산 관리 소프트웨어 회사 리얼페이지는 캘리포니아주 버클리 시를 상대로 소송을 제기했다. 버클리 시는 집주인이 알고리즘을 사용하여 임대료를 결정하는 것을 금지하는 지역 조례를 제정하려 했으며, 이는 반경쟁적이고 임대료를 상승시킨다고 주장했다.[363]
  - 미국과 전 세계 증시가 이틀 연속 급락했다. 다우 존스 지수는 이날 2,231포인트(5.5%) 하락하며 마감했다. S&P 500은 주간 9.1% 하락하며 2020년 3월 이후 최악의 실적을 기록했다.[364] 제롬 파월 연방준비제도 의장은 "매우 불확실한 전망"에 대해 경고했다.[365]
- 4월 5일 – 핸즈 오프 시위: 미국 전역의 도시에서 트럼프와 일론 머스크에 반대하는 대규모 시위가 열렸다.[366]
- 4월 6일
  - 2025년 미국 남서부 홍역 발생: 미국 텍사스주 러벅의 UMC 헬스 시스템에서 홍역 합병증으로 어린이가 사망하여 홍역 발생 중 세 번째 홍역 관련 사망자이자 두 번째 미접종 아동 희생자가 되었다.[367]
  - 미국에서 악천후로 인한 사망자 수가 18명으로 늘어났다.[368]
  - 아이스하키에서 워싱턴 캐피털스 포워드 알렉산드르 오베치킨이 뉴욕주 엘몬트의 UBS 아레나에서 열린 뉴욕 아일런더스와의 경기에서 통산 895번째 골을 넣어 웨인 그레츠키가 보유한 통산 최다 골 기록을 경신한다.[369]
- 4월 7일 – 대학 농구에서 플로리다 게이터스가 12점 차 열세를 극복하고 휴스턴 쿠거스를 65대 63으로 꺾고 2007년 NCAA 디비전 I 남자 농구 챔피언십 경기 이후 첫 우승을 차지했다. 경기는 텍사스주 샌안토니오의 알라모돔에서 열렸다.[370]
- 4월 8일 – 트럼프는 인공지능 데이터 센터에 "아름답고 깨끗한 석탄"을 사용하도록 연방 정부에 지시하는 행정 명령에 서명한다.[371]
- 4월 9일
  - 트럼프 행정부는 "시민권 침해" 혐의로 코넬 대학교에 대한 10억 달러 이상과 노스웨스턴 대학교에 대한 약 7억 9천만 달러의 자금 지원을 중단했다.[372]
  - 트럼프는 중국에 대한 관세를 125%로 인상했지만, 다른 모든 국가에 대한 신규 관세는 90일 동안 중단하고 이 기간 동안 낮은 10%의 상호 관세를 부과한다.[373]
  - 나스닥 종합지수는 12.16% 상승하여 2001년 1월 3일 이후 가장 큰 하루 상승률을 기록했으며 역대 두 번째로 큰 상승률을 기록했다. S&P 500은 9.52% 상승하여 2008년 10월 28일 이후 가장 큰 하루 상승률을 기록했다. 다우 존스 지수는 역사상 가장 큰 일일 순 이득으로 마감했다.[374]
  - 육군 장관 대니얼 P. 드리스콜이 FBI 국장 카슈 파텔을 대신하여 주류·담배·화기 및 폭발물 단속국의 국장 대행을 맡는다.[375]
- 4월 10일
  - 노바티스는 미국에 신규 공장을 건설하는 데 230억 달러를 투자할 계획을 발표한다.[376]
  - 벨 206 관광 헬리콥터가 뉴욕 로어맨해튼 앞 허드슨강에 추락하여 스페인 아구스틴 에스코바르 일가 5명과 조종사를 포함한 탑승자 6명 전원이 사망했다.[377]
  - 대법원은 만장일치로 트럼프 행정부가 엘살바도르 감옥에 수감된 메릴랜드 아버지 킬마르 아브레고 가르시아의 부당하게 추방된 귀환을 "촉진"해야 한다고 판결했다.[378]
- 4월 13일 – 펜실베이니아 주지사 조시 샤피로의 저택에 침입하여 샤피로와 그의 가족이 잠들어 있는 동안 방화를 저지른 혐의로 한 남성이 체포되었다. 38세의 코디 발머는 방화와 관련된 살인 미수, 가중 방화, 테러 및 기타 혐의로 구금되었다.[379]
- 4월 14일
  - 엔비디아는 향후 4년 동안 미국에 최대 5,000억 달러 상당의 AI 인프라를 생산할 계획을 발표했다. 이 계획에는 TSMC, 폭스콘, 위스트론, 앰코르, SPIL과 협력하여 텍사스에 새로운 생산 시설을 건설하는 것이 포함된다.[380]
  - 트럼프는 엘살바도르의 나이브 부켈레 대통령과 백악관에서 만났다. 양측 모두 킬마르 아브레고 가르시아가 미국으로 송환되지 않을 것이라고 부인했다.[381]
- 4월 15일
  - 2025년 미국 연방 정부 보조금 중단: 트럼프 행정부는 의회에 대통령 각서 초안을 작성하여 공영 미디어 프로그램(PBS 및 NPR 포함)에 대한 모든 자금 지원을 중단할 계획을 설명한다.[382]
  - 연방 정부는 하버드 대학교가 캠퍼스 내 활동주의를 제한하라는 트럼프 행정부의 요구를 거부하겠다고 밝힌 후, 하버드 대학교에 대한 22억 달러 이상의 보조금과 6천만 달러의 계약을 동결한다고 발표했다.[383]
- 4월 16일
  - 캘리포니아 주지사 개빈 뉴섬과 법무장관 롭 본타는 트럼프 행정부를 상대로 그의 관세에 대해 소송을 제기하여 캘리포니아주가 그렇게 한 최초의 주가 되었다.[384]
  - 대규모 정전으로 푸에르토리코 전체 섬의 전기가 끊겼다.[385]
- 4월 17일
  - 2025년 플로리다 주립 대학교 총격 사건: 미국 플로리다주 탤러해시의 플로리다 주립 대학교에서 총기 난사 사건으로 최소 2명이 사망하고 6명이 병원으로 이송되었다. 용의자는 현지 경찰에 체포되었다.[386]
  - 킬마르 아브레고 가르시아 강제 추방: 메릴랜드주 상원의원 크리스 밴홀런이 엘살바도르에서 킬마르 아브레고 가르시아를 만나 그의 석방을 추진한다. 이는 이전에 그와의 만남이 거부된 지 몇 시간 만에 이루어졌다.[387]
- 4월 18일 – 네브래스카주 오마하의 플랫 강에 소형 비행기가 추락하여 최소 3명이 사망했다.[388]
- 4월 19일
  - 일리노이주 트릴라의 콜스 카운티 기념 공항 남서쪽 들판에 세스나 180 스카이왜건 항공기가 전선에 걸려 추락하여 4명이 사망했다.[389]
  - 남동부 무어에서 홍수 중 두 대의 차량이 도로에서 휩쓸려 2명이 사망하고 3명이 구조되었다.[390]
  - 2025년 테슬라 파손 사건: 미국 법무부는 매사추세츠 대학교 보스턴 캠퍼스 학생을 테슬라 사이버트럭 2대에 불을 지르고 캔자스시티의 충전소를 훼손한 혐의로 파괴 장치 불법 소유 및 악의적 방화 혐의로 기소했다.[391]
  - 연방 당국은 콜로라도스프링스에서 일론 머스크, 테슬라 소유주, 도널드 트럼프의 내각 구성원들을 위협하는 "선전포고"로 한 남성을 체포했다. 여러 언론사에 보내진 이 선전포고는 구체적인 공격 방법과 머스크 제거를 목표로 했다.[392]
- 4월 20일 – 뉴욕주 퀸스 자메이카 에스테이트의 대형 주택 화재로 3명이 사망하고 10명이 부상당했으며, 1명은 위독하고 소방관 4명이 포함되었다.[393]
- 4월 21일
  - 하버드 칼리지 이사장 및 펠로우 대 보건복지부: 하버드 대학교는 학교가 "시민권 침해" 혐의를 받았음에도 불구하고 캠퍼스 내 활동주의를 제한하라는 트럼프 행정부의 요구를 거부하자, 트럼프 행정부의 대학에 대한 23억 달러의 기금과 보조금을 삭감하려는 움직임에 대해 트럼프 행정부를 상대로 소송을 제기한다.[394]
  - 2025 보스턴 마라톤: 케냐 육상 선수 존 코리르와 섀런 로케디가 각각 2:04:45의 기록으로 우승한다.[395]
- 4월 22일 – 로슈는 향후 5년 동안 미국에 500억 달러를 투자하여 12,000개의 일자리를 창출할 계획을 발표했다.[396]
- 4월 23일 – 하비 와인스틴의 원심 판결이 뒤집힌 후 강간 재심이 시작된다.[397]
- 4월 24일
  - 12개 주 그룹이 트럼프 행정부를 상대로 소송을 제기하여, 국가 무역 정책이 법이 아닌 트럼프의 정치적 동기에 종속된다고 주장했다.[398]
  - 2025년 NFL 드래프트: 위스콘신주 그린베이의 램보 필드에서 NFL 드래프트가 열렸으며, 테네시 타이탄스가 마이애미 허리케인스의 쿼터백 캠 워드를 전체 1순위로 지명했다.[399]
- 4월 25일 – 코네티컷 지방 법원의 미국 검사는 전 하원의원 조지 산토스에게 여러 전신 금융 사기 및 신원 도용 혐의로 최대 87개월의 연방 교도소형을 선고하고, 산토스에게 거의 37만 4천 달러의 배상을 명령했다.[400][401]
- 4월 26일 – 사우스캐롤라이나주 머틀비치에서 발생한 다툼 중 총격으로 11명이 부상당했다. 용의자는 출동한 경찰관에게 총에 맞아 사망했다.[402]
- 4월 27일
  - 콜로라도주 콜로라도스프링스의 한 나이트클럽에서 마약 밀매와 성매매 혐의로 조사를 받고 있던 곳에서 마약단속국과 이민세관단속국의 급습으로 미국에 불법 입국한 것으로 의심되는 100명 이상이 구금되었다.[403]
  - 노스캐롤라이나주 엘리자베스 시티에 있는 유서 깊은 흑인 대학의 대학 행사 중 총격으로 1명이 사망하고 학생 3명을 포함한 6명이 부상을 입었다.[404][405]
- 4월 28일
  - IBM은 향후 5년 동안 미국 제조 및 연구에 1,500억 달러를 투자한다고 발표했다.[406]
  - 공군이 예멘 사다 시의 이민자 구금 시설에 공습을 감행하여 최소 68명의 아프리카 이민자들이 사망했다.[407][408]
- 4월 30일
  - 우크라이나-미국 광물 자원 협정이 체결되어, 미국이 우크라이나의 에너지 및 광물 자원에 접근하는 대가로 우크라이나의 방어 및 재건에 계속 투자할 경제적 유인을 제공한다.[409]

### 5월
- 5월 1일
  - 하원은 의회 검토법을 인용하여 캘리포니아주가 2035년까지 신규 가솔린 차량 판매를 단계적으로 폐지하는 법률을 시행하는 것을 막기 위해 투표했다.[410]
  - 트럼프는 공영방송공사가 내셔널 퍼블릭 라디오 및 PBS와 같은 공영 방송 서비스에 대한 자금 지원을 중단하도록 행정 명령을 발표한다.[411]
  - 미국 시민 자유 연맹은 연방 교정국을 상대로 소송을 제기하며, 연방 교정국이 알래스카에 수감된 사람들에게 적절한 의료, 정신 건강 및 치과 치료를 체계적으로 제공하지 못했다고 주장한다.[412]
  - 트럼프는 국가안보보좌관 마이크 왈츠를 유엔 대사로 임명한다.[413]
- 5월 3일 – 제151회 켄터키 더비가 열렸으며, 소버린티가 우승했다.[414][415]
- 5월 8일 – 미국인 로버트 프랜시스 프레보스트가 2025년 교황 선거에서 교황으로 선출되어, 이 자리를 맡은 최초의 북미 출신 인물이 되었다. 그는 교황 레오 14세라는 이름을 선택한다.[416]
- 5월 9일 – 뉴어크 시장 라스 바라카가 델라니 홀 ICE 구금 시설 밖에서 시위 중 구금되었다. 그는 몇 시간 후에 풀려났다.[417]
- 5월 12일
  - 트럼프는 제약 회사들에게 미국 내 비용을 50%에서 90%까지 낮추도록 압력을 가하는 계획을 발표한다.[418]
  - 트럼프 행정부는 남아프리카 공화국 백인 그룹을 난민 프로그램을 통해 처음으로 미국으로 데려왔다.[419] 남아프리카 공화국 외교부는 이 움직임을 "정치적 동기"라고 비난했다.[420] 미국 성공회는 백인 아프리카너 재정착에 도덕적으로 반대한다는 이유로 연방 정부와의 협력을 중단한다고 밝혔다.[421][422]
- 5월 13일 – 사우디아라비아는 엔비디아 AI 칩, 보잉 항공기, 1,420억 달러 규모의 국방 거래, 200억 달러 규모의 데이터볼트 에너지 프로젝트, 142억 달러 규모의 GE 베르노바 수출 등을 포함하여 미국에 6,000억 달러를 투자한다고 발표했다.[423]
- 5월 14일 – 트럼프는 카타르와 최소 1조 2천억 달러 규모의 경제 교류를 촉진하는 협정에 서명했으며, 여기에는 국방, 항공, 인프라, 에너지 부문에서 총 2,435억 달러 이상의 거래가 포함된다.[424]
- 5월 15일 – 아랍에미리트는 향후 10년 동안 미국에 1조 4천억 달러를 투자할 계획을 발표했으며, AI 인프라, 반도체, 에너지, 양자 컴퓨팅, 생명공학 및 제조 분야에 중점을 둘 것이라고 밝혔다.[425]
- 5월 15일~16일 – 중서부와 오하이오 강 계곡 전역에 걸쳐 주요하고 치명적인 토네이도 발생이 발생하여 27명의 사망자가 발생했다.
  - 대규모의 파괴적인 토네이도가 세인트루이스 광역권 교외 지역을 휩쓸고 지나가면서 수천 채의 건물을 손상시키거나 파괴했으며, 5명의 사망자와 16억 달러의 피해를 입혔다.
  - 그날 밤 늦게, 대재앙적이고 폭력적인 토네이도가 켄터키주 남동부의 남부 서머싯과 런던을 휩쓸고 지나가면서 19명이 사망하고 108명이 부상당했다.
- 5월 16일
  - 하디 마타르(27세)는 2022년 8월 소설가 살만 루슈디를 칼로 찌르고 부분적으로 시력을 잃게 한 혐의로 25년형을 선고받았다.[426]
  - 차터 커뮤니케이션스는 콕스 커뮤니케이션스와의 345억 달러 규모의 합병 계약을 발표했다.[427]
- 5월 17일
  - 쿠아우테목 브루클린 다리 충돌: 멕시코 해군 훈련함 ARM 쿠아우테목 (BE01)이 277명의 승무원과 함께 축제 방문 중 뉴욕 브루클린교와 충돌하여 승무원 2명이 사망하고 25명이 부상당했으며, 2명은 위독했다.[428]
  - 2025년 팜스프링스 불임 클리닉 폭파 사건: 캘리포니아주 팜스프링스의 불임 클리닉 밖에서 차량 폭탄이 폭발했다. 폭탄범인 25세의 자칭 "프로 모탈리스트"가 유일한 사망자이며, 4명이 부상당했다.[429]
- 5월 18일 – 전 대통령 조 바이든이 전이성 전립선암 진단을 받았다고 발표한다.[430]
- 5월 19일
  - 대법원은 트럼프 행정부가 베네수엘라 이민자 35만 명의 임시 보호 지위를 취소할 수 있다고 판결했다.[431]
  - 트럼프는 테이크 잇 다운 법안에 서명하여 리벤지 포르노를 범죄로 규정했다.[432]
- 5월 20일 – 미국 상원이 팁에 대한 세금 없음 법안을 만장일치로 통과시킨다.[433]
- 5월 21일
  - 2025년 트럼프-라마포사 백악관 회담, 트럼프는 백악관에서 시릴 라마포사 남아프리카 공화국 대통령을 만나 남아프리카 공화국에서 아프리카너에 대한 제노사이드가 있다는 거짓[434] 주장을 펼쳤으나, 라마포사는 이를 강력히 부인했다.[435]
  - 2025년 워싱턴 D.C. 이스라엘 대사관 직원 살해 사건: 이스라엘 대사관 직원 2명이 워싱턴 D.C.의 캐피털 유대인 박물관 밖에서 총에 맞아 사망했다. 이들은 박물관에서 열린 미국 유대인 위원회 행사에 참석한 후였다. 용의자는 현장에서 체포되었다.[436]
- 5월 22일
  - 하원은 트럼프의 하나의 크고 아름다운 법안을 통과시킨다.
  - 트럼프 행정부는 하버드 대학교가 국제 학생을 등록하는 능력을 중단하고 기존 국제 학생들에게 다른 학교로 전학할 것을 요구했다.[437] 판사가 이 명령을 막는다.[438]
- 5월 23일 – 2025년 워싱턴 D.C. 이스라엘 대사관 직원 살해 사건: 이틀 전 워싱턴 D.C.에서 이스라엘 대사관 직원 2명을 살해한 혐의로 기소된 용의자 엘리아스 로드리게스가 연방 및 지방에서 1급 살인 2건을 포함한 여러 혐의로 기소되었다.[439]
- 5월 27일 – 미국 낙태권 운동, 미주리주 낙태: 미주리 대법원은 캔자스시티의 판사에게 주정부의 거의 전면적인 낙태 금지 조항의 집행을 복구하라고 명령했다.[440]
- 5월 28일 – 일론 머스크가 트럼프 행정부에서 물러날 것을 공식적으로 발표했지만, DOGE는 "계속될 것"이라고 주장했다.[441]
- 5월 29일
  - 미국 농아인협회는 백악관이 언론 브리핑 중 미국 수화 통역사를 제공하지 않는 것에 대해 소송을 제기했다.[442]
  - 대법원은 트럼프가 쿠바, 아이티, 니카라과, 베네수엘라 이민자 총 53만 명 이상의 임시 보호 지위를 합법적으로 취소할 수 있다고 판결했다. 이는 대법원이 이전에 트럼프 행정부가 미국에서 거주하고 일하는 25만 명 이상의 베네수엘라인의 임시 보호 지위를 취소하도록 허용한 데 따른 것이다.[443][444]
- 5월 31일 – 백악관은 트럼프의 NASA 국장 지명자였던 기술 거물 제러드 아이삭먼의 지명을 철회한다.[445][446]

### 6월
- 6월 1일 – 2025년 볼더 방화 공격: 경찰은 콜로라도주 볼더의 펄 스트리트 몰에서 친이스라엘 시위자들을 화염병으로 공격하여 가해자를 포함한 7명에게 부상을 입힌 혐의로 한 남성을 체포했다.[447]
- 6월 4일 – 트럼프는 대부분 아프리카와 중동에 있는 12개국의 국민이 미국에 입국하는 것을 금지하는 포고문 10949에 서명한다.[448]
- 6월 6일
  - 킬마르 아브레고 가르시아는 엘살바도르로 추방되어 세코트 최대 보안 교도소에 구금되었다가 미국으로 돌아온다. 그는 이민자 밀매 혐의에 직면해 있다.[449]
  - 경비원으로 위장하여 5월 25일 아칸소주 칼리코 록의 노스 센트럴 유닛 교도소에서 탈출했던 그랜트 하딘이 탈출한 교도소에서 약 2.4km 떨어진 곳에서 법 집행 기관에 다시 붙잡히면서 수색 작전이 종료되었다.[450]
- 6월 7일 – 2025년 6월 로스앤젤레스 시위: 트럼프는 ICE 급습으로 하루 전부터 시작된 시위를 진압하기 위해 캘리포니아 주방위군 2천 명을 배치하는 각서에 서명한다.[451][452]
- 6월 9일
  - 미국의 살모넬라증: 서부와 중서부 7개 주에서 리콜된 달걀을 섭취한 후 최소 79명이 살모넬라에 감염되었으며, 이 중 21명은 병원에 입원했다.[453][454]
  - 2025년 6월 로스앤젤레스 시위: 캘리포니아주 법무장관 롭 본타는 ICE 납치 및 지역 주민 강제 추방에 반대하는 시위를 진압하기 위해 캘리포니아 주방위군의 "불법적이고 전례 없는" 배치에 대해 자신과 캘리포니아주가 트럼프 행정부를 상대로 소송을 제기한다고 발표했다.[455][456]
- 6월 12일
  - 마이크론은 미국에 반도체 제조 및 연구 개발(R&D)에 2,000억 달러를 투자한다고 발표했다.[457]
  - 켄터키주 홉킨스빌의 캠벨 요새에서 헬리콥터 훈련 사고로 미국 육군 병사 1명이 사망하고 다른 1명이 부상당했다.[458]
  - 젯제로는 노스캐롤라이나주 그린즈버러에 새로운 공장을 열어 14,500개의 일자리를 창출할 계획이라고 발표했다.[459]
- 6월 14일
  - 2025년 미네소타주 의원 총격 사건: 미네소타주 의원 2명이 경찰관을 가장한 총격범에게 집에서 총격을 당했다. 주 하원의원 멜리사 호트먼과 그녀의 남편은 브루클린파크 자택에서 살해되었고, 주 상원의원 존 호프먼과 그의 아내는 챔플린 자택에서 부상을 입었다.[460][461]
  - 미국 육군 창설 250주년 기념 퍼레이드가 트럼프의 생일과 동시에 열린다.[462]
  - 퍼레이드와 트럼프 대통령직에 대한 반응으로 노 킹스 시위가 미국 여러 도시에서 열린다.[463]
  - 웨스트버지니아주 오하이오군에서 주말 동안 발생한 돌발 홍수로 최소 6명이 사망하고 2명이 실종되었다.[464]
  - WNBA는 수 버드, 실비아 파울스, 캐피 폰덱스터, 그리고 알라나 비어드를 2025년 명예의 전당에 헌액한다.[465]
- 6월 14일 – 7월 13일: 2025년 FIFA 클럽 월드컵이 미국 전역 11개 도시에서 열린다.
- 6월 15일 – 유타주 솔트레이크시티의 카니발에서 다툼 끝에 발생한 총격으로 3명이 사망하고 십대 2명을 포함한 2명이 부상당했다.[466]
- 6월 16일 – 가구 소매업체 앳 홈은 관세 인상과 고객 감소로 인해 챕터 11 파산 신청을 한다.[467]
- 6월 17일
  - 플로리다 팬서스가 에드먼턴 오일러스를 꺾고 2025 스탠리 컵에서 우승하며 두 번째 연속 스탠리 컵을 차지한다.
  - 연방 판사 줄리아 코빅은 국무부가 성 중립 여권 발급 금지 행정 명령을 집행하는 것을 막았다.[468]
  - 트럼프 행정부는 성소수자 청소년을 위한 자살 및 위기 핫라인에 대한 자금 지원을 중단하며, 해당 서비스와 제공업체인 트레버 프로젝트를 "급진적인 젠더 이념"을 주장한다고 비난했다.[469]
- 6월 18일
  - 18개월간의 협상 끝에 일본 기업 일본제철은 US 스틸을 149억 달러에 인수하는 계약을 최종 체결했다. 이 계약으로 US 스틸은 펜실베이니아주 피츠버그에 본사 및 사명을 유지하며, 미국 정부는 필요에 따라 기업 결정에 거부권을 행사할 수 있게 되었다.[470][471]
  - 대법원은 6대 3으로 테네시주 미성년자 성전환 치료 금지법을 유지하며, 개별 주가 유사한 금지 조항을 시행할 수 있도록 허용했다.[472][473]
  - 미국 식품의약국은 길리어드 사이언스의 새로운 레나카파비르 약물인 예츠투고(Yeztugo)를 HIV 치료제로 승인했다.[474][475]
- 6월 20일
  - 2025년 6월 로스앤젤레스 시위: 제9순회 항소법원의 연방 판사 3인으로 구성된 패널은 트럼프가 주방위군을 캘리포니아주에서 연방 통제하에 둘 수 있다고 판결했다.[476]
  - 컨서베이션 펀드는 조지아-플로리다 접경 오키피노키 늪 외곽의 7,700 ac (31 km2)을 매입하는 6천만 달러 규모의 계약을 최종 체결하여 이산화티타늄 광산이 될 예정이었던 곳을 보호한다.[477]
  - 마흐무드 칼릴 구금: 연방 판사 마이클 E. 파르비아르즈는 3개월 전 컬럼비아 대학교에서 구금된 친팔레스타인 활동가 마흐무드 칼릴을 ICE 구금에서 석방하라고 명령했다.[478]

- 6월 21일
  - 트럼프는 6월 17일 알리 하메네이 최고 지도자의 무조건적인 항복을 요구한 후, B-2 스피릿 폭격기를 보내 포르도, 나탄즈, 이스파한에 있는 3개의 이란 핵 시설에 공습을 감행했다.[479][480]
  - 텍사스 주지사 그레그 애벗은 모든 공립학교 교실에 십계명을 게시하도록 요구하는 법안에 서명했다. 유사한 법안은 전날 루이지애나주의 연방 법원에서 저지되었다.[481]
  - 노스다코타주 엔덜린을 통과한 토네이도로 3명이 사망했다.[482]
  - 시에라네바다산맥의 타호호에서 10명을 태운 보트가 전복되어 6명이 사망하고 2명이 실종되었다.[483]
- 6월 22일 – 2025년 NBA 파이널: 농구에서 오클라호마시티 선더가 인디애나 페이서스를 7경기 만에 꺾고 NBA 파이널에서 우승하여 프랜차이즈 역사상 두 번째 우승이자 홈 경기장에서 첫 우승을 차지했다. 셰이 길저스알렉산더는 NBA 파이널 MVP로 선정되었다.[484]
- 6월 23일 – 농업 장관 브룩 롤린스는 미국의 숲의 거의 3분의 1을 보호하는 "무도로 규칙"을 종료한다고 발표하여, 5천 8백만 에이커의 땅을 도로 건설 및 개발에 개방할 수 있도록 했다.[485]
- 6월 24일
  - 이란-이스라엘 전쟁: 트럼프는 기자들 앞에서 욕설을 사용하며 이란과 이스라엘 양측이 전날 밤 발표된 휴전을 위반했다고 비난했다.[486][487]
  - 조란 맘다니는 앤드루 쿠오모의 양보 후 뉴욕 시장 예비선거에서 민주당의 유력 후보가 되었다.[488]
  - 사우스캐롤라이나주 머리 호에서 낙뢰로 최소 20명이 부상당했다.[489][490]
- 6월 27일
  - 세 가지 별도의 결정에서 대법원은 전국적인 금지 명령에 대한 하급 법원 명령을 제한하고, 학부모 동의 없는 공립학교에서의 성소수자 테마 도서 교육이 자유로운 행사 조항을 위반하며, 포르노 웹사이트 접속 시 연령 인증을 요구하는 텍사스주 법률을 유지한다고 판결했다.[491][492][493]
  - S&P 500 지수는 6173.07포인트로 마감하며 2월 이후 최고치를 기록했다.[494]
- 6월 28일 – 캘리포니아 주지사 개빈 뉴섬은 자신과 트럼프 간의 전화 통화에 대한 허위 사실을 보도한 폭스 뉴스를 상대로 7억 8천7백만 달러의 명예훼손 소송을 제기한다.[495]
- 6월 29일
  - 2025년 코달레인 총격 사건: 아이다호주 코달레인에서 소방관 2명이 사망하고 1명이 병원에 입원했다. 화재는 이들을 매복하기 위해 의도적으로 발생했으며, 총격범은 미상이다.[496][497]
  - 오하이오주 하울랜드 타운십의 주택가에 세스나 441 경비행기가 영스타운 리저널 공항 이륙 직후 추락하여 6명이 사망했다.[498]
- 6월 30일 – 미국의 총기 폭력: 존스 홉킨스 블룸버그 공중보건대학의 보고서에 따르면 2023년 현재 미국에서 총기 관련 자살이 3년 연속 최고치를 기록했으며, 전체 총기 사망자의 58%가 자살인 것으로 나타났다.[499]

### 7월
- 7월 1일

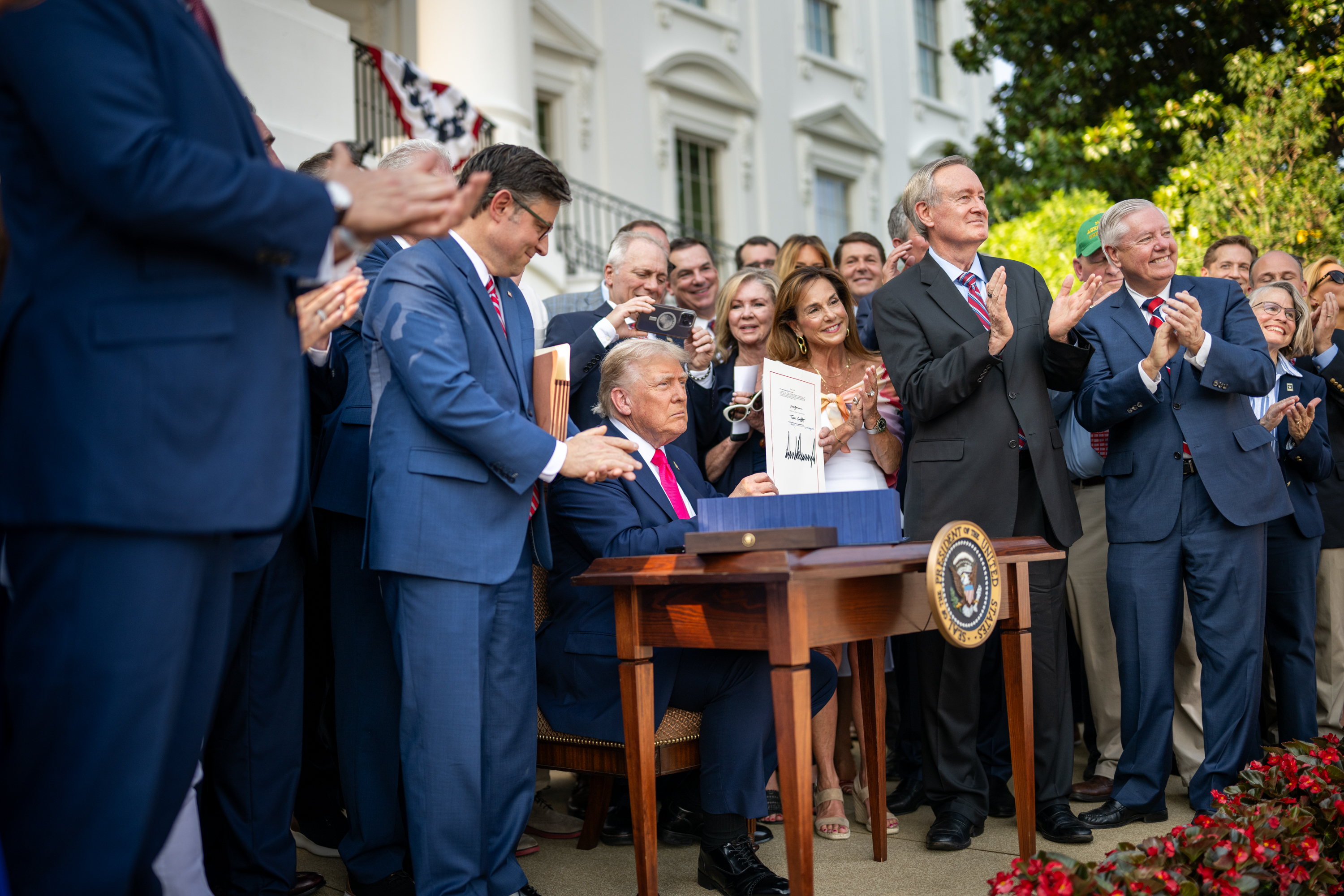
2025년 7월 4일 OBBBA 제정

  - 하나의 크고 아름다운 법안이 상원에서 51대 50으로 통과되었으며, JD 밴스 부통령이 캐스팅 보트를 행사했다.[500] 이 법안은 3일 후 도널드 트럼프 대통령에 의해 법률로 서명되었다.[501][502]
  - 제조업체 자빌은 노스캐롤라이나주 로완군에 클라우드 컴퓨팅 및 인공지능 데이터 센터를 위한 5억 달러 규모의 제조 시설을 건설할 계획을 발표했으며, 2030년까지 1,200개의 일자리를 창출할 예정이다.[503]
  - 펜실베이니아주 필라델피아의 미국 주군시 공무원연맹 노동조합은 9천 명이 넘는 도시 노동자를 대표하는 최대 노동조합으로, 임금 협상을 요구하며 파업에 돌입한다.[504]
  - 캘리포니아주 에스파르토의 불꽃놀이 창고에서 발생한 폭발로 7명이 사망했다.[505]
- 7월 2일
  - 숀 "디디" 콤스는 갈취 혐의에 대해 무죄, 전 파트너 카산드라 벤투라 및 "제인"이라고 불리는 다른 여성에 대한 성적 인신매매 혐의에 대해 무죄가 선고되었다. 그는 두 여성 모두와 관련된 성매매 목적으로 운송한 혐의에 대해 유죄가 선고되었다.[506]
  - 위스콘신주 대법원은 176년 된 주의 낙태 금지법을 뒤집는다.[507]
  - 델몬트 푸즈는 챕터 11 파산 보호 신청을 한다.[508]
  - 2025년 시카고 총격 사건: 일리노이주 시카고의 나이트클럽 밖에서 발생한 대규모 차량 총격으로 4명이 사망하고 14명이 부상당했다.[509]
  - 전 WBC 미들급 챔피언 훌리오 세사르 차베스 주니어가 시날로아 카르텔과의 연루로 인해 미국 이민세관단속국에 의해 로스앤젤레스 자택에서 체포되었다. 시날로아 카르텔은 미국이 외국 테러 조직으로 지정한 단체이다.[510]
- 7월 3일 – 첫 이민자 구금자들이 플로리다의 앨리게이터 앨커트래즈에 도착하여 시설 운영이 시작되었다.[511]
- 7월 4일~7일 – 미국 텍사스주 중부에서 발생한 홍수로 104명이 사망하고 수십 명이 실종되었다.[512][513]
- 7월 5일 – 인디애나주 인디애나폴리스에서 발생한 총기 난사 사건으로 십대 2명이 사망하고 5명이 병원으로 이송되었다.[514]
- 7월 6일 – 2025년 CONCACAF 골드컵: 멕시코가 텍사스 휴스턴의 NRG 스타디움에서 열린 CONCACAF 골드컵 결승전에서 미국을 2대 1로 꺾고 역대 최고 기록인 10번째 우승을 차지한다.[515]
- 7월 7일
  - 펜실베이니아주 필라델피아 그레이스 페리 인근에서 발생한 총기 난사 사건으로 3명이 사망하고 9명이 부상당했다.[516][517]
  - TSA는 일부 공항의 보안 검색대에서 여행객이 신발을 벗어야 하는 요건을 철회한다.[518]
  - 텍사스주 매캘런의 국경순찰대 시설에서 한 남성이 총격을 가한 후 경찰에 의해 사살되었고, 이 과정에서 가해자가 사망하고 법 집행관 3명이 부상당했다.[519]
  - 미국의 홍역 재확산: 홍역 확진자가 33년 만에 최고치를 기록하며 총 1,281명이 감염된 것으로 보고되었다.[520]
  - 국세청은 1954년 이후 처음으로 교회가 정치 후보를 지지할 수 있다고 판결한다.[521]
- 7월 8일
  - 하나의 크고 아름다운 법안으로 자금 지원이 중단된 트럼프 행정부와 미국 의회는 미국 화학 안전 및 위험 조사 위원회를 폐지한다.[522]
  - 미국과 이스라엘은 인공지능 및 에너지 혁신에 대한 협력을 증진하기 위한 양해각서에 서명한다.[523]
- 7월 9일
  - 투르 드 프랑스에서 3회 우승한 사이클 선수 그레그 르몽이 국회의사당에서 의회 명예 황금 훈장을 수상한다. 그는 2020년에 메달을 받을 예정이었으나 미국의 코로나19 범유행으로 인해 연기되었다.[524]
  - 린다 야카리노가 X의 CEO직에서 사임한다고 발표한다.[525]
  - 캘리포니아주 로스앤젤레스 윌밍턴에서 터널굴착기가 산업 터널을 부분적으로 붕괴시키면서 31명의 노동자가 구조되었다.[526][527]
- 7월 10일
  - 트럼프 대통령은 브라질 대통령 루이스 이나시우 룰라 다 시우바에게 보낸 서한에서 8월 1일부터 브라질산 수입품에 대해 50%의 관세를 부과할 것이라고 발표했으며, 이는 전 브라질 대통령 자이르 보우소나루의 재판을 인용한 것이다.[528]
  - 트럼프는 또한 90일간의 협상 기간이 만료된 후 알제리, 브루나이, 이라크, 리비아, 몰도바, 필리핀, 스리랑카로부터의 수입품에 대해 20%에서 30%에 이르는 국가별 관세를 부과하는 새로운 관세를 발표한다.[529]
- 7월 11일
  - 미국이 70년 만에 처음으로 와이오밍주에서 희토류 광산을 개장한다.[530]
  - 캘리포니아주 글래스 하우스의 대마 농장에 대한 연방 이민국의 급습으로 시위대와 충돌이 발생했으며, 최루제가 사용되고 주방위군 병력이 소집되었다.[531]
- 7월 13일
  - 2025년 7월 텍사스 중부 홍수: 비상 구조대는 새로운 폭우와 돌발 홍수 경보로 인해 지난주 텍사스주 중부 홍수 실종자 수색을 중단한다.[532]
  - 켄터키주 렉싱턴의 한 교회에서 총격범이 주 경찰관에게 총격을 가하고 차량을 강탈한 후 여성 2명을 살해하고 남성 2명에게 부상을 입힌 다음 경찰에 의해 사살되었다.[533]
- 7월 14일 – 24개 주가 미국 교육부를 상대로 소송을 제기하여, 학기 시작 전에 예고 없이 이유도 없이 동결된 교육 기금을 해제할 것을 요구했다.[534]
- 7월 15일
  - 미국은 2025년 현재 26건의 사형 집행으로 10년 만에 최고치를 기록했다.[535]
  - 트럼프 행정부는 로스앤젤레스 지역에서 주방위군 2천 명을 철수시키고 나머지 2천 명은 이민 단속을 강화하는 데 남을 것이라고 발표했다.[536][537]
  - 하원 공화당은 엡스타인 파일 공개를 강제하는 민주당의 시도를 저지했다. 최종 투표는 211대 210이었으며, 공화당에서는 아무도 이 조치를 지지하지 않았다.[538]
  - 트럼프 대통령은 펜실베이니아주에 900억 달러가 넘는 민간 부문 투자 이니셔티브를 발표한다. 이 투자는 기술, 에너지, 금융 부문의 기업들로부터 이루어진다. 참여 기업으로는 앤트로픽, 블랙스톤, 브룩필드, 코어위브, 블랙록, 구글, 컨스텔레이션 에너지, 그리고 메타가 있다.[539]
  - 상업, 사법, 과학 소위원회(CJS)는 백악관의 2026 회계연도 예산안에 포함된 NASA 예산 24.3% 삭감 계획을 거부하기로 투표했다.[540]
- 7월 16일
  - 숀 "디디" 콤스와 제프리 엡스타인의 연방 사건 담당 검사였던 모린 코미가 미국 법무부에 의해 해고되었다.[541]
  - 트럼프는 캘리포니아 고속철도 프로젝트에 대한 40억 달러의 자금 지원을 철회한다.[542]
  - 뉴저지주 잭슨 타운십의 양궁장에서 낙뢰로 1명이 사망하고 13명이 부상당했다.[543]
  - 알래스카주 남부 해안에서 규모 7.3의 지진이 발생한 후 지진해일 주의보가 발령되었다.[544]
  - 미국의 펜타닐 반대 법안: 트럼프 대통령은 HALT 펜타닐 법안에 서명하여 펜타닐 관련 물질(합성 약물 포함)을 모두 스케줄 I 규제 약물로 재분류한다.[545]
- 7월 17일
  - 푸에르토리코는 21세 미만을 대상으로 한 호르몬 요법과 성전환 수술을 금지하며, 위반 시 징역형 및 벌금 부과 등의 처벌을 받는다.[546]
- 7월 18일
  - 2025년 이스트로스앤젤레스 폭발: 캘리포니아주 몬테레이 파크의 로스앤젤레스군 보안국 훈련 시설에서 폭발로 최소 3명이 사망했다.[547]
  - 트럼프는 월스트리트 저널이 트럼프의 이름이 성범죄자 제프리 엡스타인에게 보낸 2003년 "외설적인" 생일 카드에 나타났다는 주장을 보도한 후 언론 재벌 루퍼트 머독을 100억 달러에 고소했다.[548][549]
  - 텍사스주 샌안토니오 인터스테이트 35에서 발생한 다중 차량 충돌로 최소 4명이 사망하고 12명 이상이 부상당했다.[550]
  - 정부는 파키스탄 무장 단체 라슈카레 타이바를 4월 파할감 테러에서의 역할로 인해 테러 조직으로 지정한다.[551]
  - 베네수엘라 및 엘살바도르와의 포로 교환 중 10명의 미국인이 베네수엘라에서 석방되었다.[552]
  - 법무부는 도널드 트럼프의 지시에 따라 제프리 엡스타인 사건의 대배심 기록을 공개해달라고 연방 법원에 요청한다.[553]
- 7월 19일 – 로스앤젤레스 이스트 할리우드의 산타 모니카 대로에 있는 클럽 밖에서 차량이 보행자들을 덮쳐 30명이 부상당했다. 차량 운전자는 총에 맞아 부상당했지만, 충돌 전인지 후인지는 알려지지 않았다.[554]
- 7월 20일
  - 펜실베이니아주 랭커스터군에 파이퍼 PA-46 경비행기가 추락하여 조종사가 사망했다.[555]
  - 오리건주 더슈츠군의 딜런 폭포에서 등산객 그룹이 휩쓸려 2명이 사망하고 1명이 실종되었다.[556]
- 7월 21일
  - 아스트라제네카는 2030년까지 미국에 500억 달러를 투자할 것이라고 발표했다. 이 투자는 버지니아에 새로운 의약품 제조 시설을 건설하고 메릴랜드, 매사추세츠, 캘리포니아, 인디애나, 텍사스에서 연구 개발 및 세포 치료제 제조를 확장하는 데 사용될 것이다.[557]
  - 지난주 주방위군 2천 명을 철수시킨 후, 펜타곤은 캘리포니아주 로스앤젤레스에 배치된 해병대 700명 전원을 철수한다고 발표했다.[558]
  - 미국의 이민자 구금: 국토안보부는 인디애나주 캠프 애터버리와 뉴저지주 맥과이어-딕스-레이크허스트 합동 기지의 불법 이민자 구금 능력을 확장하는 명령을 승인한다.[559]
  - 브레오나 테일러 살해 사건: 연방 배심원과 판사는 브레오나 테일러 살해 공범이자 전 루이빌 메트로 경찰국 경찰관인 브렛 행키슨에게 유죄를 선고하고 33개월의 징역형을 선고했다.[560]
- 7월 22일
  - 미국과 일본은 새로운 무역 프레임워크를 발표한다. 이 프레임워크에는 미국으로 들어오는 일본 상품에 대한 15% 상호 관세, 일본 기업의 미국에 대한 5,500억 달러 투자 약속, 알래스카 LNG 프로젝트에 대한 미국-일본 공동 벤처, 그리고 기타 이니셔티브가 포함된다.[561]

## 예정된 행사
- 9월 9일 – 유엔 총회 제80차 회기가 뉴욕에서 개막한다.[562]
- 10월 14일 – 마이크로소프트는 이날 윈도우 10 운영 체제의 서비스 종료 날짜를 설정했다.[563][564] 사용자는 보안 업데이트를 받기 위해 윈도우 11을 설치하거나 마이크로소프트의 대체 운영 체제를 사용해야 한다. 그러나 타사 프로그램과 LTSC는 계속해서 이를 지원할 것이다.
- 10월 17일 – 미국 헌법 센터는 2025년 필라델피아 자유의 메달을 뮤지컬 해밀턴과 알렉산더 해밀턴의 전기를 쓴 역사학자 론 셔노에게 수여할 것이다. 이 전기가 이 뮤지컬의 영감이 되었다.[565]
- 11월 4일 – 뉴저지와 버지니아 주지사 선거가 다른 오프이어 선거와 함께 치러진다.[566][567]

## 같이 보기
- 2025년 미국의 사망
- 2025년 미국 음악
- 2025년 미국 텔레비전
- 2025년 미국 영화 목록
- 2025년 애니메이션 장편 영화 목록
- 2025-26 NBA 시즌
- 2025-26 NHL 시즌
- 2025년 NFL 시즌
- 2025-26 미국 네트워크 텔레비전 편성표